# Saison 2007-2008 des Penguins de Pittsburgh
Vous lisez un « bon article » labellisé en 2008.
Autres saisons
Saison précédente Saison suivante
La saison 2007-2008 des Penguins de Pittsburgh est la quarantième saison de la franchise de hockey sur glace au sein de la Ligue nationale de hockey. Après une bonne saison 2006-2007, les Penguins tentent de faire mieux et y parviennent guidés par Ievgueni Malkine en remplacement de Sidney Crosby pendant une bonne partie de la saison, ils finissent à la première place de leur division et à la deuxième de l'Association de l'Est derrière les Canadiens de Montréal.
Qualifiés pour les séries éliminatoires de la Coupe Stanley 2008, ils passent tous les tours pour finalement se retrouver en finale de la Coupe Stanley pour la troisième fois de leur histoire après 1991 et 1992. L'équipe est battue par les Red Wings de Détroit en six rencontres, 4 matchs à 2, après avoir remporté le cinquième match de la finale sur la glace de Détroit au bout de trois prolongations.

## La saison régulière

### Contexte
Les Penguins restent sur une saison 2006-2007 pleine de satisfactions avec une qualification pour les séries éliminatoires de la Coupe Stanley et des jeunes joueurs talentueux menés par Sidney Crosby et Ievgueni Malkine.
Crosby, qui finit la saison passée comme meilleur pointeur de la saison régulière, remporte le trophée Art-Ross mais aussi les trophées de meilleur joueur de la saison (Hart) et celui de meilleur joueur selon les autres joueurs (trophée Lester-B.-Pearson). L'équipe 2007-2008 de Pittsburgh s'appuie une nouvelle fois sur Crosby, nommé capitaine de l'équipe en mai mais aussi sur Malkine, élu meilleure recrue et récipiendaire du trophée Calder en 2006-2007, et sur Jordan Staal finaliste de ce même trophée.

### Les transferts

#### Arrivées et prolongations

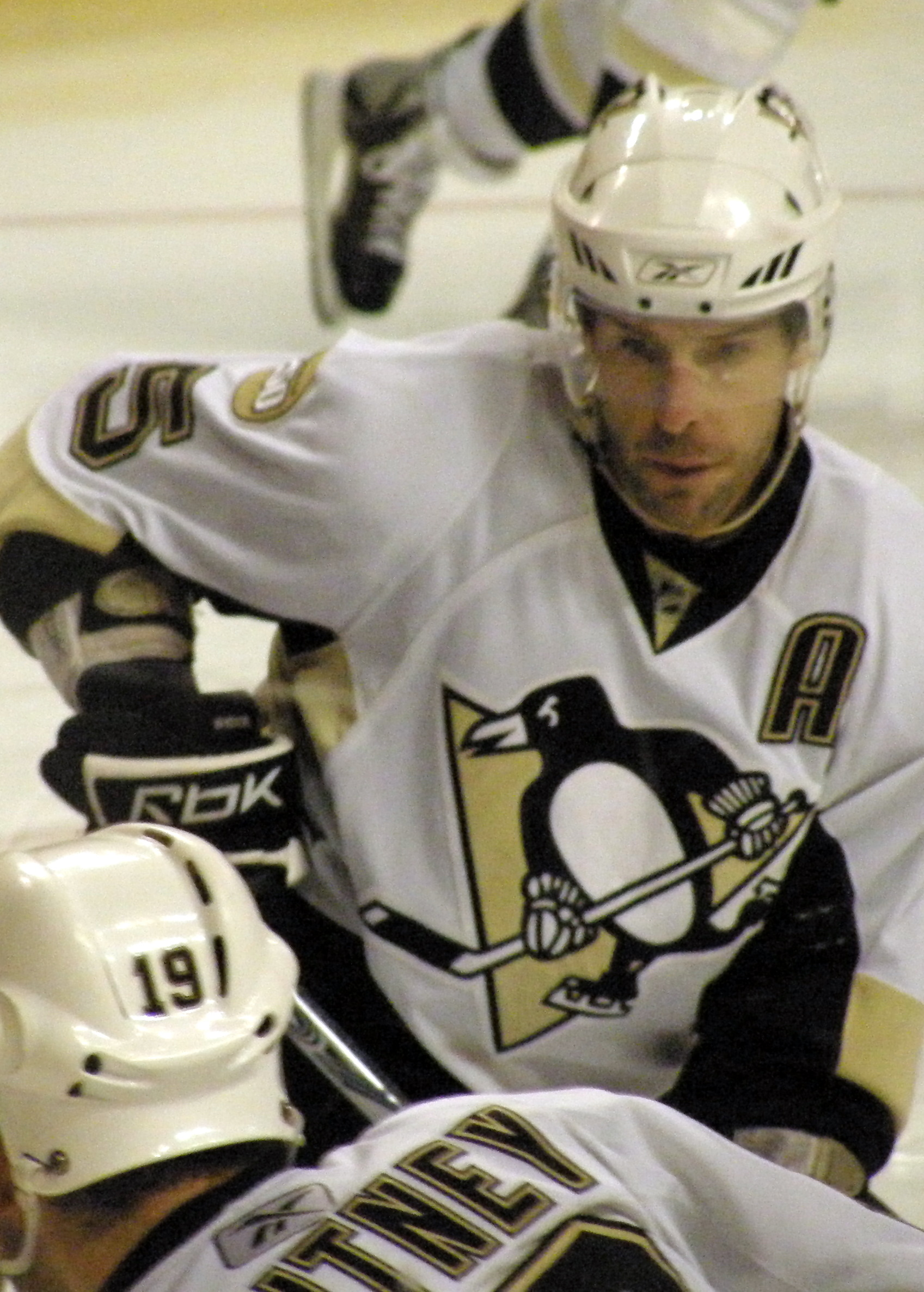
Darryl Sydor sous les couleurs des Penguins en février 2008.

- Les deux vétérans de l'équipe, Mark Recchi et Gary Roberts sont tous les deux approchés en avril 2007 par la direction de l'équipe afin de connaître leurs intentions pour la saison suivante. Ainsi Ray Shero, directeur général des Penguins, les contacte afin de leur spécifier le désir de l'organisation de les voir tous les deux dans l'effectif 2007-2008. Finalement, le 22 juin les deux vétérans de l'équipe décident de prolonger leur contrat[4]
- Tim Brent des Ducks d'Anaheim rejoint l'équipe en échange de Stephen Dixon, joueur des Penguins de Wilkes-Barre/Scranton, franchise de la Ligue américaine de hockey associée aux Penguins. Brent a joué une quinzaine de matchs de la saison 2006-2007 des Ducks, vainqueurs de la Coupe Stanley[5].
- Ryan Whitney reçoit le 1er juillet une prolongation de contrat pour six ans[6].
- Rob Scuderi prolonge le même jour pour une saison[6].
- Toujours le même jour, le gardien Dany Sabourin revient au sein de l'équipe après un passage avec les Canucks de Vancouver d'une saison[7].
- Darryl Sydor et Petr Sýkora signent un contrat de deux ans avec la franchise le 2 juillet, le premier pour apporter son expérience de deux Coupes Stanley à la défense et le second pour ajouter du potentiel offensif à l'équipe[8].
- David Brown signe un contrat avec les Penguins le 3 juillet. Ce gardien de 22 ans évoluait dans le passé avec l'équipe universitaire des Notre Dame Fighting Irish et doit rejoindre pour la saison 2007-2008, la Ligue américaine de hockey et les Penguins de Wilkes-Barre/Scranton[9].
- Maxime Talbot et Erik Christensen réussissent à leur tour à tomber d'accord pour une prolongation de contrat de deux ans avec les Penguins le 5 juillet[10].
- Mi-juillet, les Penguins réalisent un ensemble de signatures avec celles des joueurs de la LAH Chris Minard, des Devils de Lowell, et de Nathan Smith, du Moose du Manitoba[11], puis de joueurs universitaires avec les signatures de John Curry gardien de l'université de Boston[12] ainsi que de Alex Goligoski de l'université du Minnesota, joueur choisi au repêchage d'entrée 2004[13].
- À ces arrivées plus ou moins mineures, deux contrats importants sont également signés : la prolongation de contrat de Colby Armstrong pour deux ans[14] et la signature de Jeff Taffe centre des Coyotes de Phoenix[12].
- Les Penguins complètent leur effectif en faisant signer le 20 juillet au gardien de but Ty Conklin pour deux ans et un contrat de 500 000 dollars[15].

#### Joueurs repêchés
Les Penguins choisissant en tant que vingtième franchise de la LNH ont finalement la possibilité d'avoir un joueur de premier ordre en la personne d'Angelo Esposito, vainqueur du trophée Michel-Bergeron en tant que recrue offensive de la Ligue de hockey junior majeur du Québec en 2005-2006 et vainqueur de la Coupe Memorial 2006 puis vainqueur du trophée Michael-Bossy en 2006-2007.
La liste des joueurs repêchés en 2007 par les Penguins est la suivante :
| Tour | Choix | Nom                  | Poste         | Nationalité | Équipe junior                        |
| ---- | ----- | -------------------- | ------------- | ----------- | ------------------------------------ |
| 1    | 20    | Angelo Esposito      | Centre        | Canada      | Remparts de Québec (LHJMQ)           |
| 2    | 51    | Kévin Veilleux       | Centre        | Canada      | Tigres de Victoriaville (LHJMQ)      |
| 3    | 78    | Robert Bortuzzo      | Défenseur     | Canada      | Rangers de Kitchener (LHO)           |
| 3    | 80    | Casey Pierro-Zabotel | Centre        | Canada      | Centennials de Merritt (BCHL)        |
| 4    | 111   | Luca Caputi          | Ailier gauche | Canada      | IceDogs de Mississauga (LHO)         |
| 4    | 118   | Alex Grant           | Défenseur     | Canada      | Sea Dogs de Saint John (LHJMQ)       |
| 5    | 141   | Jake Muzzin          | Défenseur     | Canada      | Greyhounds de Sault Ste. Marie (LHO) |
| 6    | 171   | Dustin Jeffrey       | Centre        | Canada      | Greyhounds de Sault Ste. Marie (LHO) |

#### Départs
- Chris Thorburn rejoint les Thrashers d'Atlanta en échange d'un tour de repêchage 2007 (Robert Bortuzzo)[19].
- Michel Ouellet signe avec le Lightning de Tampa Bay en tant qu'agent libre[20].
- Jocelyn Thibault rejoint les Sabres de Buffalo pour être la doublure de Ryan Miller[21].
- Josef Melichar rejoint son pays et le championnat de République tchèque. Il signe alors pour le club de sa ville natale, le HC České Budějovice[22].

### La première partie de la saison

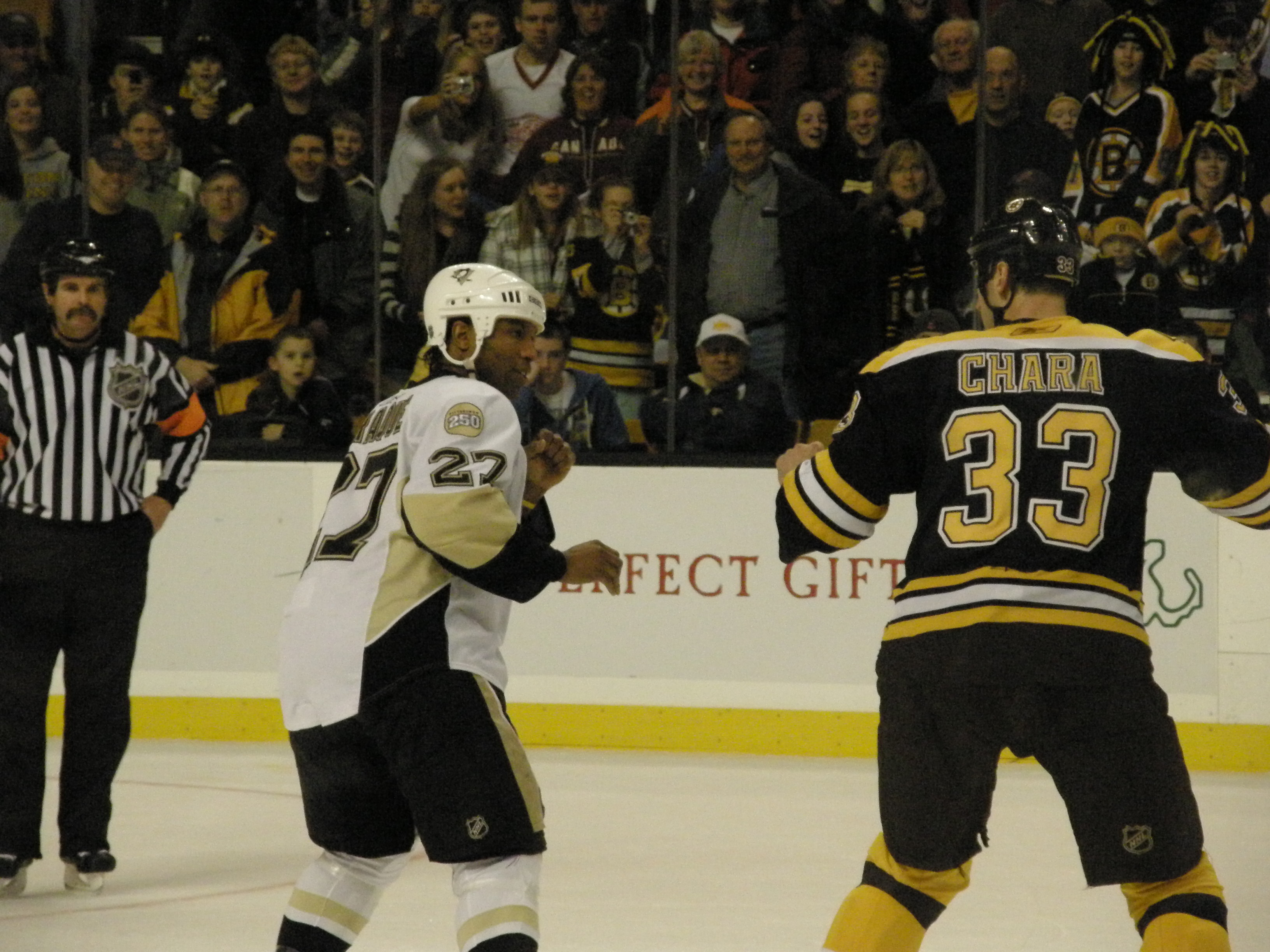
Georges Laraque s'oppose à Zdeno Chára lors d'un match contre les Bruins de Boston en décembre.

Comme la saison précédente, le début de saison des Penguins est en dents de scie et fin octobre, les dirigeants de l'équipe décident de rajouter à l'effectif Tyler Kennedy, joueur des Penguins de Wilkes-Barre/Scranton ayant inscrit cinq points en six matchs dans la Ligue américaine de hockey. Très vite, Marc-André Fleury n'est plus le gardien numéro un et l'entraîneur de l'équipe, Michel Therrien, décide de partager le temps de jeu entre Fleury et Sabourin. Ce dernier commence à prendre de l'assurance et il réalise le premier blanchissage de sa carrière dans la LNH sur un score de cinq à zéro contre les Devils du New Jersey, le 5 novembre.
Le 13 novembre, le vote pour le 56e Match des étoiles est lancé ; trois joueurs des Penguins sont proposés pour faire partie de la première ligne de l'association de l'Est : Crosby, Malkine et Whitney. Kristopher Letang est appelé par Ray Shero le même jour pour faire partie de l'effectif des Penguins. Très rapidement Letang et Kennedy s'intègrent au sein de l'équipe et Mark Recchi, vétéran de 39 ans, en fait les frais. Début décembre, Shero décide de se séparer de Recchi en le mettant en ballottage une première fois puis une seconde avant de rejoindre le 8 décembre les Thrashers d'Atlanta.

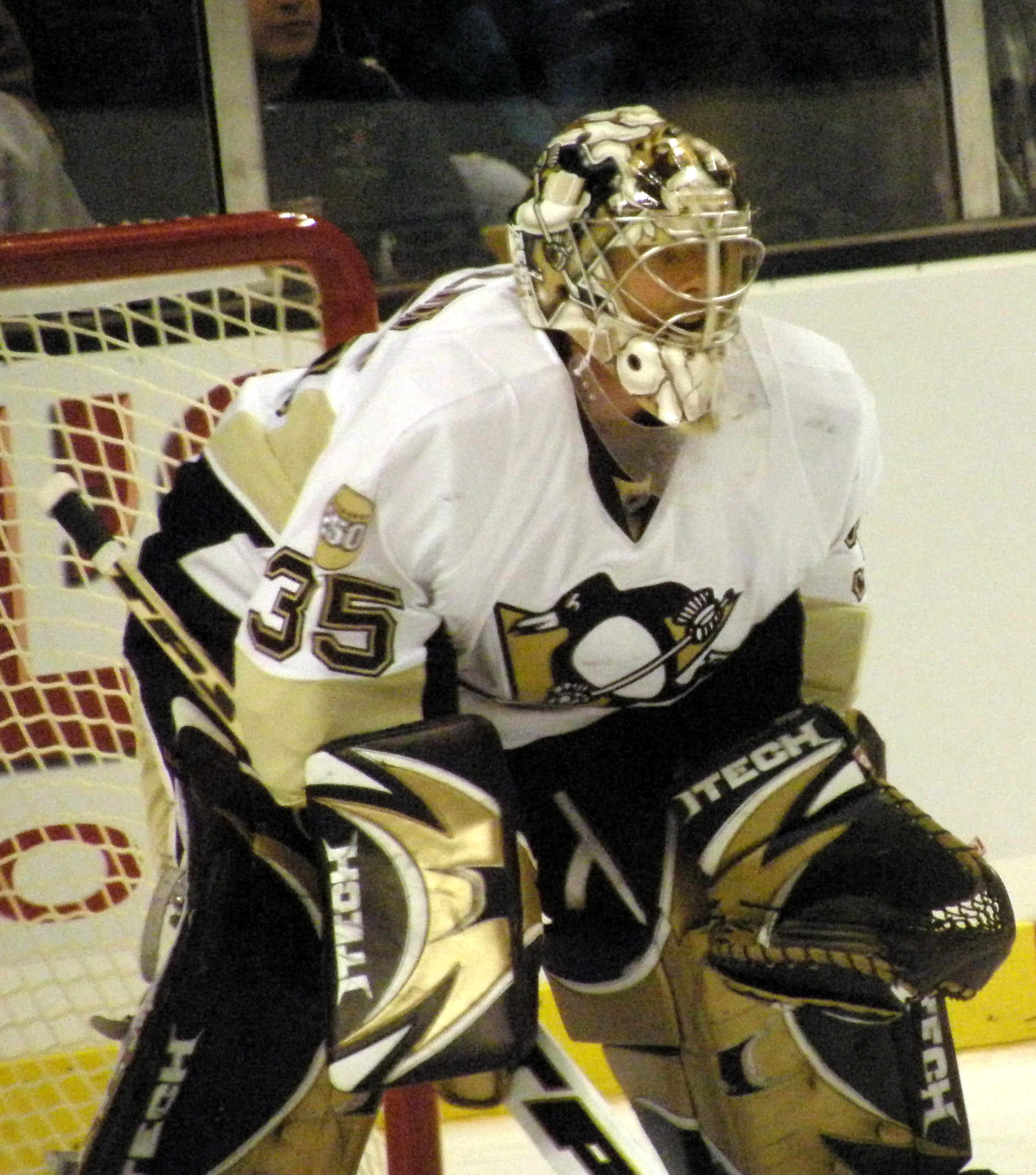
Ty Conklin en décembre contre les Bruins de Boston.

Bien que n'ayant pas marqué de point lors du premier match de l'équipe, Crosby en inscrit au minimum un par match lors des dix-neuf rencontres suivantes, la série prenant fin contre les Devils le 21 novembre. Dans le même temps, les Penguins réalisent une série de matchs contre les équipes de l'Association de l'Ouest. Sur six matchs joués entre le 30 novembre et le 9 décembre, ils en remportent cinq avec deux victoires à l'issue des tirs de fusillade grâce aux deux buts de Letang et aux arrêts de Sabourin. Au fur et à mesure de la saison, Georges Laraque occupe une place de plus en plus importante au sein de l'équipe n'hésitant pas à mettre la pression sur l'équipe adverse du point de vue de l'engagement physique.
Le 1er janvier 2008, l'équipe est opposée aux Sabres de Buffalo pour un match en extérieur sur le terrain des Bills de Buffalo, franchise de football américain de la National Football League, le Ralph Wilson Stadium. Le match est baptisé Classique hivernale 2008 et est commandité par la boisson énergisante Mountain Dew AMP. Environ 41 000 places sont disponibles à la vente au grand public et elles sont toutes vendues en moins de 30 minutes. Devant 71 217 fans et sous une légère neige les deux équipes ne parviennent pas à se départager avant la fin de la prolongation. Colby Armstrong inscrit le premier but de la rencontre contre le gardien Ryan Miller sur une passe de Sidney Crosby tandis que les Sabres répondent lors du deuxième tiers par Brian Campbell avec des aides de Tim Connolly et de Daniel Paille. Toujours à égalité à l'issue de la prolongation, Ty Conklin laisse passer le premier tir de fusillade tandis que Miller arrête la tentative de Pittsburgh par Christensen. Finalement la tendance s'inverse quand Crosby offre la victoire à son équipe.
Le 11 janvier 2008, l'ensemble des effectifs pour le 56e Match des étoiles de la LNH est communiqué. Crosby a obtenu par le vote des fans le plus grand nombre de voix et Gontchar vient le rejoindre pour l'Association de l'Est. Le match est prévu fin janvier dans le Philips Arena, patinoire des Thrashers d'Atlanta. Quelques jours plus tard, Kristopher Letang et Tyler Kennedy sont sélectionnés pour le match des jeunes recrues,.
Le lendemain soir, la belle série de victoires des Penguins prend fin contre les Thrashers d'Atlanta : depuis le 21 décembre, l'équipe n'avait pas perdu un seul match avec Ty Conklin dans les buts enregistrant 8 victoires en autant de matchs avec deux blanchissages. À égalité 2 buts partout à l'issue du temps réglementaire, c'est finalement Mark Recchi qui fait chuter son ancienne formation en marquant le tir de fusillade de la victoire. Le 18 janvier, les Penguins chutent lourdement 3 à 0 contre le Lightning de Tampa Bay et en plus de la défaite, ils perdent leur capitaine sur blessure au bout de quatre minutes de jeu à la suite d'une entorse de la cheville. Après Fleury et Roberts, c'est une nouvelle blessure qui fait mal aux Penguins.

### Le Match des étoiles
Crosby est déclaré forfait pour le Match des étoiles et la LNH annonce que Malkine le remplacera. Kennedy ne participe pas au match des jeunes espoirs : il est en effet malade et a une mononucléose.
Des épreuves d'habileté ont lieu la veille du Match des étoiles, le samedi 26 janvier. Gontchar participe au relais de la course d'obstacle dans la même équipe que Jason Spezza, Marc Savard et Timothy Thomas. À eux quatre, ils inscrivent 6 points pour l'équipe de l'Association de l'Est pour cette première épreuve alors que Malkine, associé à Mike Richards, Andreï Markov et Rick DiPietro totalisent huit points. Par la suite, Malkine participe également à l'épreuve des tirs de fusillade et il inscrit un but à Chris Osgood lors du premier tour puis voit sa tentative du second tour repoussée par Manny Legacé. Finalement, l'association des Penguins, l'association de l'Est va remporter le concours d'habileté sur la marque de 9 à 6.
Le résultat du match des jeunes recrues est comptabilisé dans le total de 9-6 ; le match des recrues est en réalité un mini-match où trois joueurs de chaque Association s'affrontent au cours de deux périodes de six minutes. Letang n'inscrit pas de but alors que son équipe gagne le match 7 à 6. Malkine réalise deux passes décisives lors de la victoire de l'Association de l'Est 8-7 dans le match principal du week-end.

### La fin de la saison

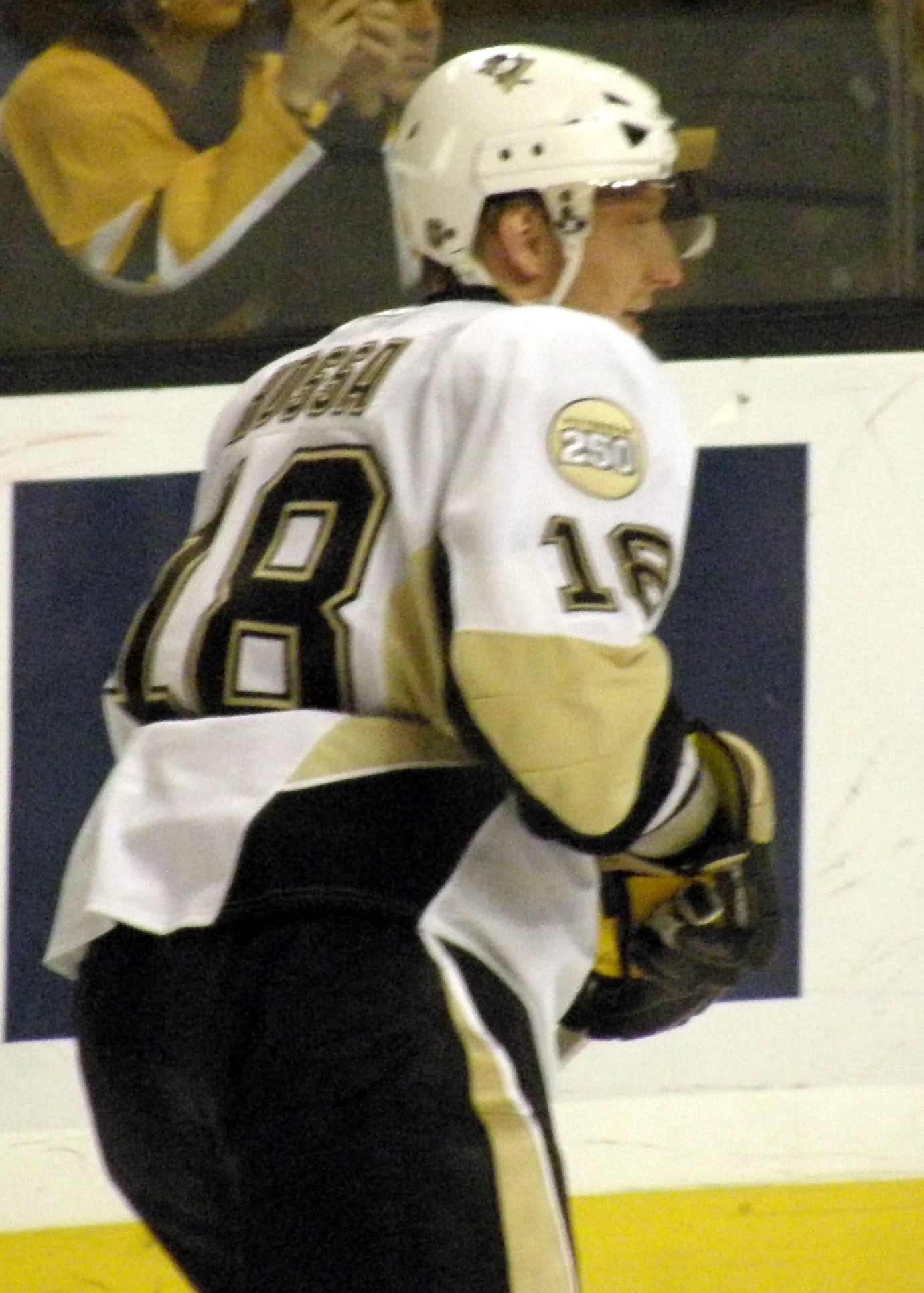
Marián Hossa, pour son premier match sous ses nouvelles couleurs

Crosby toujours blessé, Malkine doit prendre le rôle de meneur de l'équipe ; il monte petit à petit dans le classement général des meilleurs pointeurs. Finalement, le 19 février, grâce à une victoire 3-2 contre les Panthers de la Floride et aux deux points qu'il inscrit, il dépasse son compatriote Aleksandr Ovetchkine pour prendre la première place du classement avec 79 points. Du côté de l'infirmerie, Fleury revient au jeu mi-février mais Conklin ayant pris de l'assurance dans les buts des Penguins, Michel Therrien décide de faire faire ses débuts à Fleury avec les Penguins de Wilkes-Barre/Scranton dans la Ligue américaine de hockey. Le soir du 21 février, contre les Canadiens de Montréal, les Penguins gagnent leur match les mettant une nouvelle fois à la première place de la division avec les Devils du New Jersey et Gontchar inscrit le 600e point de sa carrière en marquant le but de la victoire de son équipe 5 à 4.
Le 26 février 2008 est le dernier jour possible des échanges, jour appelé trade dead line. Ray Shero échange Colby Armstrong, Erik Christensen, Angelo Esposito et le tout premier choix de l'équipe lors du futur repêchage de 2008 aux Thrashers d'Atlanta en retour de Pascal Dupuis et Marián Hossa. Le même jour, l'équipe fait venir Hal Gill en provenance des Maple Leafs de Toronto pour muscler sa défense. Le 28, les Penguins jouent et perdent 4-1 contre les Bruins de Boston et Hossa se blesse au genou sur un contact avec Glen Murray au cours du deuxième tiers.
Quelques jours plus tard, le 4 mars 2008, Crosby fait son retour sur la glace du St. Pete Times Forum du Lightning de Tampa Bay. Il inscrit un point avec la 44e passe décisive de sa saison pour le premier but des Penguins par Maxime Talbot. Marc-André Fleury fête également son grand retour dans la LNH : même s'il a déjà joué le match précédent, il réalise ce soir-là une très bonne prestation avec 35 arrêts sur autant de tirs et décroche son troisième blanchissage de la saison. Par la même occasion, les Penguins prennent la place de premier de division aux Devils ainsi que la tête de l'association de l'Est. Le retour au jeu de Crosby n'est finalement que de courte durée puisque trois matchs plus tard, il s'arrête de nouveau, toujours pour soigner sa cheville. Pendant ce temps Hossa revient au jeu et Malkine continue à accumuler les points. Le 22 mars 2008, il devient le douzième joueur de l'histoire des Penguins à dépasser la barre des 100 points au cours d'une saison grâce à 3 points inscrits lors d'une victoire 7 buts à 1. Il suit alors les traces de Pierre Larouche, Jean Pronovost, Mario Lemieux, Paul Coffey, Rob Brown, Mark Recchi, Kevin Stevens, Rick Tocchet, Ron Francis, Jaromír Jágr et de Crosby.

## Composition de l'équipe

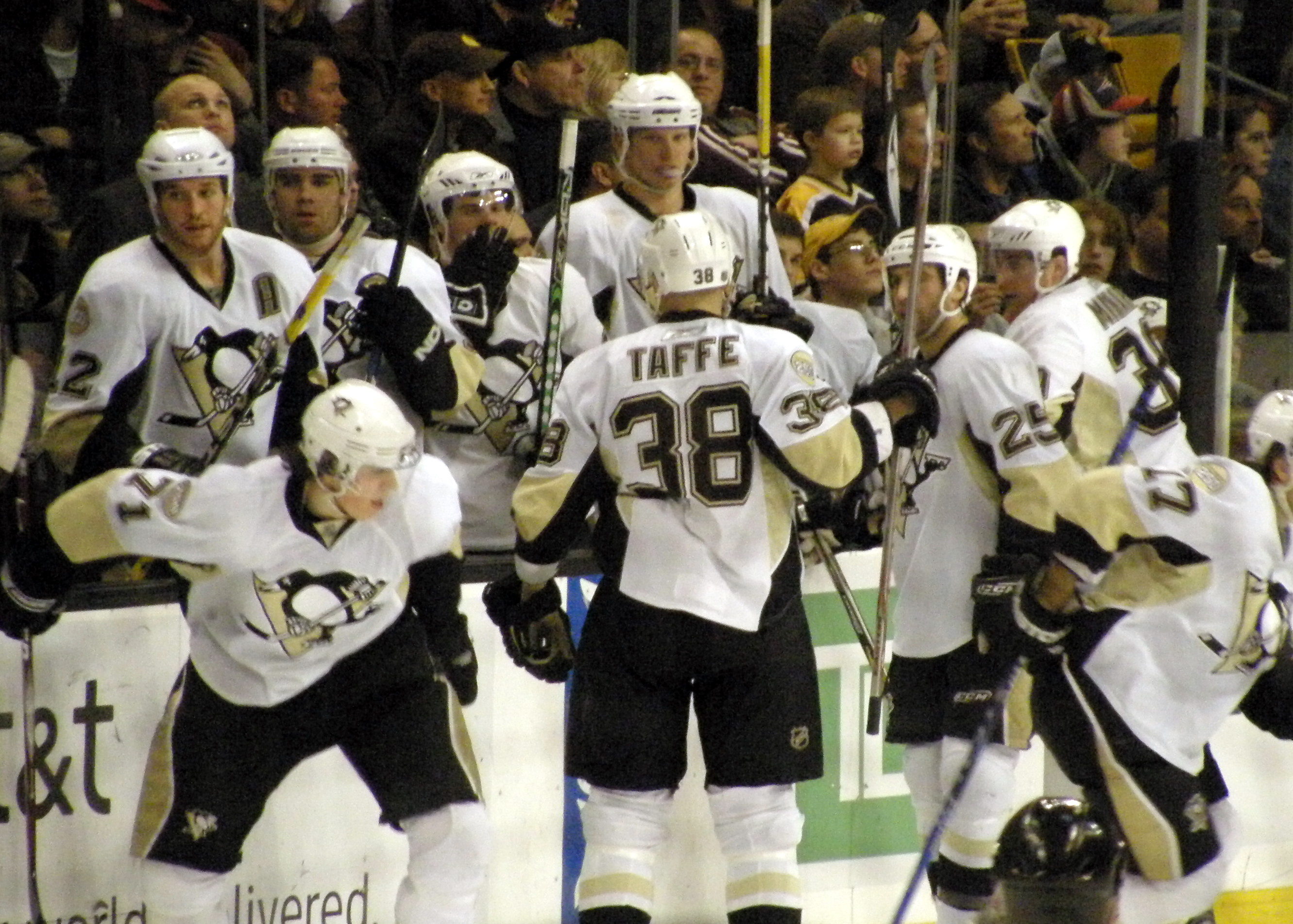
Changement de ligne lors d'un match contre les Bruins de Boston en février 2008

Les Penguins 2007-2008 sont entraînés par Michel Therrien, assisté de André Savard et Mike Yeo et le président est Ray Shero. Les joueurs utilisés au cours de la saison sont listés dans le tableau ci-dessous. En ce qui concerne les buts marqués, les totaux inscrits dans cette section ne comprennent pas les buts des séances de tir de fusillade.
| no | Joueur            | PJ | V  | D  | Pr | Min   | BC | Bl | Moy  | B | A | Pun |
| -- | ----------------- | -- | -- | -- | -- | ----- | -- | -- | ---- | - | - | --- |
| 29 | Marc-André Fleury | 35 | 19 | 10 | 2  | 1 857 | 72 | 4  | 2,33 | 0 | 1 | 0   |
| 30 | Dany Sabourin     | 24 | 10 | 9  | 1  | -     | 57 | 2  | -    | 0 | 0 | 2   |
| 35 | Ty Conklin        | 33 | 18 | 8  | 5  | -     | 64 | 2  | -    | 0 | 1 | 4   |

| 2  | Hal Gill          | D  | 17 | 1  | 3  | 4   | 14  | Commence la saison avec les Maple Leafs de Toronto                         |
| 3  | Mark Eaton        | D  | 36 | 0  | 3  | 3   | 4   |                                                                            |
| 4  | Rob Scuderi       | D  | 71 | 0  | 5  | 5   | 26  |                                                                            |
| 5  | Darryl Sydor      | D  | 74 | 1  | 12 | 13  | 26  | A - Assistant-capitaine à la suite du départ de Recchi                     |
| 8  | Mark Recchi       | AD | 19 | 2  | 6  | 8   | 12  | A - Assistant-capitaine Termine la saison avec les Thrashers d'Atlanta     |
| 9  | Pascal Dupuis     | AD | 15 | 2  | 10 | 12  | 8   | Commence la saison avec les Thrashers                                      |
| 10 | Gary Roberts      | AG | 38 | 3  | 12 | 15  | 40  | A - Assistant-capitaine                                                    |
| 11 | Jordan Staal      | C  | 82 | 12 | 16 | 28  | 55  |                                                                            |
| 12 | Ryan Malone       | AG | 77 | 27 | 24 | 51  | 103 | A - Assistant-capitaine à la suite du départ de Recchi                     |
| 16 | Erik Christensen  | C  | 51 | 9  | 10 | 19  | 28  | Termine la saison avec les Thrashers                                       |
| 17 | Petr Sýkora       | AD | 81 | 28 | 35 | 63  | 41  |                                                                            |
| 18 | Marián Hossa      | AD | 11 | 3  | 7  | 10  | 6   | Commence la saison avec les Thrashers                                      |
| 19 | Ryan Whitney      | D  | 76 | 12 | 28 | 40  | 45  |                                                                            |
| 20 | Colby Armstrong   | AD | 55 | 9  | 15 | 24  | 50  | Termine la saison avec les Thrashers                                       |
| 24 | Kris Beech        | C  | 4  | 0  | 0  | 0   | 2   | Commence la saison avec les Canucks de Vancouver                           |
| 25 | Maxime Talbot     | C  | 63 | 12 | 14 | 26  | 53  |                                                                            |
| 27 | Georges Laraque   | AD | 71 | 4  | 9  | 13  | 141 |                                                                            |
| 28 | Adam Hall         | AD | 46 | 2  | 4  | 6   | 24  | Porte le 18 en début de saison puis le 28 à la suite de l'arrivée de Hossa |
| 32 | Alain Nasreddine  | D  | 6  | 0  | 0  | 0   | 4   |                                                                            |
| 33 | Ryan Stone        | C  | 6  | 0  | 1  | 1   | 5   |                                                                            |
| 34 | Jonathan Filewich | AD | 5  | 0  | 0  | 0   | 0   |                                                                            |
| 36 | Connor James      | AG | 13 | 1  | 0  | 1   | 2   |                                                                            |
| 37 | Jarkko Ruutu      | AG | 71 | 6  | 10 | 16  | 138 |                                                                            |
| 38 | Jeff Taffe        | AG | 45 | 5  | 7  | 12  | 8   |                                                                            |
| 39 | Chris Minard      | C  | 15 | 1  | 1  | 2   | 10  |                                                                            |
| 41 | Nathan Smith      | C  | 13 | 0  | 0  | 0   | 2   |                                                                            |
| 44 | Brooks Orpik      | D  | 78 | 1  | 10 | 11  | 57  |                                                                            |
| 47 | Tim Brent         | C  | 1  | 0  | 0  | 0   | 0   |                                                                            |
| 48 | Tyler Kennedy     | C  | 55 | 10 | 9  | 19  | 35  |                                                                            |
| 55 | Sergueï Gontchar  | D  | 78 | 12 | 53 | 65  | 66  | A - Assistant-capitaine                                                    |
| 58 | Kristopher Letang | D  | 63 | 6  | 11 | 17  | 23  |                                                                            |
| 67 | Alex Goligoski    | D  | 3  | 0  | 2  | 2   | 2   |                                                                            |
| 71 | Ievgueni Malkine  | C  | 82 | 47 | 59 | 106 | 78  |                                                                            |
| 87 | Sidney Crosby     | C  | 53 | 24 | 48 | 72  | 39  | C - Capitaine                                                              |

## Saison régulière

### Match après match
Cette section présente les résultats de la saison régulière qui s'est déroulée entre le 5 octobre et le 6 avril. Les résultats sont indiqués dans la boîte déroulante ci-dessous afin de ne pas surcharger la page. Les scores sont indiqués en mettant l'équipe qui joue à domicile en second et l'équipe visiteur en premier.
| Date  | Adversaire | Score   | Buteurs des Penguins | Gardien des Penguins |
| ----- | ---------- | ------- | --- | -------------------- |
| 5/10  | @ CAR      | 1-4     | Recchi (Malkine - Gontchar) | Fleury - Sabourin    |
| 6/10  | ANA        | 4-5     | Sýkora (Roberts - Christensen) Armstrong (Roberts) Malkine (Sýkora) Sýkora (Laraque - Malkine) Malone (Crosby - Scuderi)                                                | Fleury               |
| 10/10 | MTL        | 3-2     | Whitney (Recchi - Crosby) Talbot (Malkine - Recchi) | Fleury               |
| 13/10 | @ TOR      | 6-4     | Christensen (Hall) Crosby (Sýkora - Gontchar) Talbot (Roberts - Hall) Malone (Staal - Malkine) Crosby (Sydor - Recchi) Talbot                                           | Sabourin - Fleury    |
| 17/10 | NJD        | 5-4     | Talbot (Whitney - Roberts) Roberts (Gontchar - Sýkora) Gontchar (Crosby - Malkine) Malkine (Crosby - Gontchar)                                                          | Fleury               |
| 19/10 | CAR        | 3-4 (P) | Sýkora (Crosby - Recchi) Hall (Ruutu - Talbot) Sýkora (Gontchar - Crosby) TF : Christensen - Sýkora - Crosby                                                            | Sabourin             |
| 20/10 | @ WSH      | 2-1     | Staal (Recchi - Orpik) Whitney (Crosby - Malone) | Fleury               |
| 23/10 | NYR        | 0-1     | Malkine (Whitney - Crosby) | Fleury               |
| 25/10 | TOR        | 5-2     | Crosby (Malkine - Recchi) Gontchar (Crosby - Malkine) | Fleury               |
| 27/10 | MTL        | 4-3 (P) | Sýkora (Malkine - Hall) Crosby (Malkine - Whitney) Whitney (Malkine - Sýkora) TF : -                                                                                    | Fleury - Sabourin    |
| 30/10 | @ MIN      | 2-4     | Malkine (Crosby - Malone) Sýkora (Crosby - Gontchar) Crosby (Gontchar - Malkine)                                                                                        | Sabourin             |
| 1/11  | @ COL      | 2-3     | Crosby (Gontchar - Eaton) Crosby (Malkine - Gontchar) | Sabourin             |
| 3/11  | @ NYI      | 2-3     | Malon (Malkine- Crosby) Kennedy (Roberts - Talbot) | Fleury               |
| 5/11  | @ NJD      | 5-0     | Crosby (Sýkora - Gontchar) Hall (Orpik - Talbot) Sýkora (Malkine) Christensen (Talbot - Laraque) Crosby (Orpik)                                                         | Sabourin             |
| 7/11  | PHI        | 3-1     | Malone (Crosby - Malkine) | Sabourin             |
| 8/11  | @ NYR      | 2-4     | Gontchar (Crosby - Malkine) Recchi (Roberts - Gontchar) | Fleury               |
| 10/11 | @ PHI      | 2-5     | Malkine (Whitney - Crosby) Gontchar (Malkine - Whitney) | Fleury               |
| 12/11 | NJD        | 2-3     | Crosby (Malone - Malkine) Malkine (Gontchar - Crosby) | Fleury - Sabourin    |
| 15/11 | NYI        | 2-3     | Gontchar (Malkine - Fleury) Sýkora (Malkine - Gontchar) Laraque (Crosby)                                                                                                | Fleury               |
| 17/11 | NYR        | 4-3 (P) | Talbot (Crosby) Crosby (Sýkora - Gontchar) Sýkora (Malkine - Christensen)                                                                                               | Fleury               |
| 21/11 | NJD        | 2-1     | Malkine | Fleury               |
| 22/11 | @ OTT      | 6-5 (P) | Malkine (Sýkora) Malone (Crosby - Armstrong) Kennedy (Staal) Malone (Gontchar - Letang) Gontchar (Armstrong - Malone) TF : Christensen - Ruutu                          | Fleury - Sabourin    |
| 24/11 | ATL        | 0-5     | Staal (Roberts - Kennedy) Malone (Gontchar - Letang) Armstrong (Crosby - Gontchar) Crosby (Gontchar - Christensen) Whitney (Roberts - Kennedy)                          | Fleury               |
| 30/11 | DAL        | 1-4     | Crosby (Armstrong - Orpik) Kennedy (Staal - Roberts) Crosby (Sydor - Armstrong) Malkine (Sýkora)                                                                        | Fleury               |
| 1/12  | @ TOR      | 2-4     | Malone (Armstrong) Christensen (Crosby - Whitney) | Sabourin             |
| 3/12  | PHX        | 1-3     | Talbot (Laraque) Letang (Crosby - Malkine) Kennedy (Staal - Roberts) | Fleury               |
| 5/12  | @ EDM      | 4-2     | Talbot (Malkine - Eaton) Letang (Crosby - Armstrong) Armstrong (Eaton - Crosby) Whitney (Crosby - Malkine)                                                              | Fleury               |
| 6/12  | @ CGY      | 3-2 (P) | Malkine (Sýkora - Gontchar) Malone TF : Sýkora - Letang | Sabourin             |
| 8/12  | @ VAN      | 2-1 (P) | Sýkora (Malkine - Laraque) TF : Christensen - Letang | Sabourin             |
| 11/12 | @ PHI      | 2-8     | Whitney (Gontchar - Crosby) Sýkora (Malkine - Crosby) | Sabourin - Conklin   |
| 13/12 | OTT        | 4-1     | Kennedy (Malkine - Whitney) | Sabourin             |
| 15/12 | @ NYI      | 3-2     | Crosby (Kennedy) Whitney (Orpik - Kennedy) Kennedy (Staal - Letang) | Sabourin             |
| 18/12 | @ NYR      | 0-4     | - | Sabourin             |
| 20/12 | @ BOS      | 5-4 (P) | Malkine (Crosby - Armstrong) Crosby (Armstrong - Gontchar) Malkine (Crosby) Christensen (Whitney - Armstrong) TF: Christensen - Letang                                  | Conklin              |
| 21/12 | NYI        | 2-4     | Christensen (Roberts - Laraque) Staal (Crosby - Gontchar) | Sabourin             |
| 23/12 | BOS        | 2-4     | Roberts (Laraque - Christensen) Malkine (Staal - Gontchar) Laraque (Roberts - Christensen) Roberts (Crosby - Armstrong)                                                 | Conklin              |
| 27/12 | WSH        | 3-4     | Taffe (Ruutu - Sydor) Armstrong (Whitney - Crosby) Sydor (Christensen) Gontchar (Crosby - Armstrong)                                                                    | Conklin              |
| 29/12 | BUF        | 0-2     | Armstrong (Crosby - Sydor) Malkine (Crosby - Armstrong) | Conklin              |
| 1/1   | @ BUF      | 2-1 (P) | Armstrong (Crosby) TF : Letang - Crosby | Conklin              |
| 3/1   | TOR        | 2-6     | Christensen (Sýkora -Ruutu) Malkine (Crosby - Armstrong) Kennedy (Staal - Gontchar) Malkine (Crosby - Letang) Sýkora (Ruutu - Orpik) Malkine (Whitney - Gontchar)       | Conklin              |
| 5/1   | FLA        | 0-3     | Kennedy (Malone) Malkine (Whitney - Crosby) Crosby (Malkine) | Conklin              |
| 8/1   | @ FLA      | 3-1     | Sýkora (Crosby - Malkine) Crosby (Malone - Gontchar) Laraque (Taffe - Hall)                                                                                             | Conklin              |
| 10/1  | @ TBL      | 4-1     | Staal (Sýkora - Letang) Staal (Sýkora - Malone) Malone (Sýkora - Staal) Malkine (Gontchar)                                                                              | Conklin              |
| 12/1  | @ ATL      | 2-3 (P) | Crosby (Malkine - Whitney) Crosby (Armstrong - Letang) TF : - | Conklin              |
| 14/1  | NYR        | 4-1     | Malkine (Crosby - Gontchar) Malkine (Crosby - Scuderi) Gontchar (Letang - Sýkora) Malkine (Sydor)                                                                       | Conklin              |
| 18/1  | TBL        | 0-3     | - | Conklin              |
| 19/1  | @ MTL      | 2-0     | Taffe (Laraque - Ruutu) Malkine (Sýkora) | Sabourin             |
| 21/1  | WSH        | 6-5 (P) | Talbot (Staal - Christensen) Malkine (Malone) Malkine (Malone - Gontchar) Sýkora (Whitney - Gontchar) Malone (Gontchar - Malkine) TF : Ruutu                            | Sabourin - Conklin   |
| 24/1  | @ PHI      | 3-4     | Malkine (Ruutu - Sydor) Sýkora (Gontchar - Whitney) Whitney (Malone - Staal)                                                                                            | Conklin              |
| 29/1  | @ NJD      | 4-2     | Staal (Christensen - Talbot) Christensen (Talbot) Malone (Sýkora - Malkine) Malone (Sýkora - Gontchar)                                                                  | Conklin              |
| 30/1  | @ ATL      | 1-4     | Whitney (Christensen - Talbot) | Conklin - Sabourin   |
| 2/2   | CAR        | 1-4     | Christensen (Talbot - Staal) Malone (Malkine - Gontchar) Malkine (Sýkora -Orpik) Sýkora (Gontchar - Malkine)                                                            | Conklin              |
| 4/2   | @ NJD      | 3-4 (P) | Malone (Malkine - Sydor) Sýkora (Malkine - Gontchar) Staal (Talbot - Letang)                                                                                            | Conklin              |
| 7/2   | NYI        | 3-4     | Whitney (Sýkora - Malkine) Malone (Whitney - Malkine) Whitney (Malkine - Gontchar) Letang                                                                               | Conklin              |
| 9/2   | LAK        | 2-4     | Malkine (Malone - Letang) Malone (Malkine - Sýkora) Malkine (Whitney - Gontchar) Staal (Christensen - Taffe)                                                            | Sabourin             |
| 10/2  | PHI        | 3-4     | Sýkora (Malkine - Malone) Gontchar (Malkine - Letang) Malkine (Sýkora - Malone) Letang (Malkine - Sýkora)                                                               | Conklin              |
| 13/2  | BOS        | 2-1     | Malkine (Sýkora - Staal) | Conklin              |
| 14/2  | @ CAR      | 2-4     | Orpik (Armstrong - Ruutu) Malkine | Sabourin             |
| 17/2  | @ BUF      | 4-1     | Ruutu (Malone - Scuderi) Sýkora (Makine - Gontchar) Malkine (Talbot - Sýkora) Armstrong (Malone)                                                                        | Conklin              |
| 19/2  | FLA        | 2-3     | Armstrong (Malkine) Malone (Whitney - Malkine) Malone (Gontchar - Conklin)                                                                                              | Conklin              |
| 21/2  | @ MTL      | 5-4     | Whitney (Malkine - Sýkora) Ruutu Malone (Whitney - Sýkora) Malkine (Malone) Gontchar (Whitney - Malkine)                                                                | Sabourin             |
| 23/2  | OTT        | 4-3 (P) | Sýkora (Malone - Whitney) Armstrong (Talbot - Scuderi) Taffe (Staal - Sydor)                                                                                            | Conklin              |
| 24/2  | SJS        | 2-1 (P) | Christensen (Gontchar - Taffe) TF : Christensen - Ruutu | Conklin              |
| 26/2  | @ NYI      | 4-2     | Malkine (Sýkora - Taffe) Taffe (Kennedy - Letang) Staal (Malkine - Sýkora) James (Whitney)                                                                              | Conklin              |
| 28/2  | @ BOS      | 1-4     | Dupuis (Taffe - Kennedy) | Conklin - Fleury     |
| 1/3   | @ OTT      | 4-5     | Malone (Malkine - Sýkora) Sýkora (Gontchar - Staal) Malone (Goligoski - Malkine) Malkine                                                                                | Conklin              |
| 2/3   | ATL        | 2-3 (P) | Malone (Gontchar - Malkine) Talbot (Ruutu - Goligoski) TF : Letang | Fleury               |
| 4/3   | @ TBL      | 2-0     | Talbot (Dupuis - Crosby) Malkine (Talbot) | Fleury               |
| 6/3   | @ FLA      | 2-5     | Malone (Gill - Sýkora) Letang (Gontchar - Crosby) | Fleury               |
| 9/3   | @ WSH      | 4-2     | Sýkora (Malkine - Taffe) Crosby (Malkine - Gontchar) Crosby Staal (Malkine)                                                                                             | Fleury               |
| 12/3  | BUF        | 3-7     | Kennedy (Dupuis) Taffe (Sydor - Letang) Gontchar (Whitney - Sýkora) Malkine (Sydor - Kennedy) Minard (Staal - Stone) Letang (Kennedy - Dupuis)                          | Conklin              |
| 16/3  | PHI        | 1-7     | Malkine (Sýkora) Sýkora (Dupuis - Malkine) Kennedy (Talbot - Gill) Malkine (Sýkora - Malone) Hossa (Gontchar - Dupuis) Sýkora (Malkine - Malone) Gill (Dupuis - Hossa)  | Fleury               |
| 18/3  | @ NYR      | 2-5     | Ruutu (Whitney - Sydor) Staal (Dupuis - Hossa) | Conklin              |
| 20/3  | TBL        | 2-4     | Ruutu (Orpik - Talbot) Malkine (Whitney) Staal (Dupuis) Sýkora (Malkine - Malone)                                                                                       | Fleury               |
| 22/3  | NJD        | 1-7     | Ruutu (Hossa - Sydor) Malone (Dupuis - Orpik) Malone (Gontchar - Hossa) Dupuis (Hossa - Gontchar) Malkine (Letang - Sýkora) Malkine (Sýkora) Sýkora (Malkine - Whitney) | Fleury               |
| 24/3  | @ NYI      | 1-2     | Sýkora (Kennedy - Taffe) | Conklin              |
| 25/3  | @ NJD      | 2-0     | Malone (Whitney - Gontchar) Hossa (Malone - Orpik) | Fleury               |
| 27/3  | NYI        | 1-3     | Malkine (Ruutu - Laraque) Ruutu Laraque (Ruutu - Hill) | Fleury               |
| 30/3  | NYR        | 1-3     | Hossa (Dupuis - Crosby) Malkine (Gontchar - Crosby) Talbot (Staal - Scuderi)                                                                                            | Fleury               |
| 31/3  | @ NYR      | 1-2 (P) | Talbot (Malone - Laraque) | Fleury               |
| 2/4   | PHI        | 2-4     | Gontchar (Crosby - Malkine) Crosby (Gontchar - Hossa) Malkine (Whitney) Crosby (Gontchar - Hossa)                                                                       | Fleury               |
| 6/4   | @ PHI      | 0-2     | - | Fleury               |

### Classement de l'équipe
L'équipe des Penguins finit à la première place de la division Atlantique avec 102 points et à la deuxième place de l'association de l'Est, derrière les Canadiens de Montréal qui totalisent deux points de plus. Cela les place à la quatrième place de la LNH derrière les Red Wings de Détroit (115 points), les Sharks de San José (108 points) et les Canadiens. Le classement final de l'Association de l'Est est le suivant :
| Clt   | Équipe                    | Division   | PJ | V  | D  | DP | BP  | BC  | Pts |
| ----- | ------------------------- | ---------- | -- | -- | -- | -- | --- | --- | --- |
| +001, | Canadiens de Montréal     | Nord-Est   | 82 | 47 | 25 | 10 | 262 | 222 | 104 |
| +002, | Penguins de Pittsburgh    | Atlantique | 82 | 47 | 27 | 8  | 247 | 216 | 102 |
| +003, | Capitals de Washington    | Sud-Est    | 82 | 43 | 31 | 8  | 242 | 231 | 94  |
| +004, | Devils du New Jersey      | Atlantique | 82 | 46 | 29 | 7  | 206 | 197 | 99  |
| +005, | Rangers de New York       | Atlantique | 82 | 42 | 27 | 13 | 213 | 199 | 97  |
| +006, | Flyers de Philadelphie    | Atlantique | 82 | 42 | 29 | 11 | 248 | 233 | 95  |
| +007, | Sénateurs d'Ottawa        | Nord-Est   | 82 | 43 | 31 | 8  | 261 | 247 | 94  |
| +008, | Bruins de Boston          | Nord-Est   | 82 | 41 | 29 | 12 | 212 | 222 | 94  |
| +009, | Hurricanes de la Caroline | Sud-Est    | 82 | 43 | 33 | 6  | 252 | 249 | 92  |
| +010, | Sabres de Buffalo         | Nord-Est   | 82 | 39 | 31 | 12 | 255 | 242 | 90  |
| +011, | Panthers de la Floride    | Sud-Est    | 82 | 38 | 35 | 9  | 216 | 226 | 85  |
| +012, | Maple Leafs de Toronto    | Nord-Est   | 82 | 36 | 35 | 11 | 231 | 260 | 83  |
| +013, | Islanders de New York     | Atlantique | 82 | 35 | 38 | 9  | 194 | 243 | 79  |
| +014, | Thrashers d'Atlanta       | Sud-Est    | 82 | 34 | 40 | 8  | 216 | 272 | 76  |
| +015, | Lightning de Tampa Bay    | Sud-Est    | 82 | 31 | 42 | 9  | 223 | 267 | 71  |

- Champion de division
- Qualifié pour les séries éliminatoires

## Séries éliminatoires

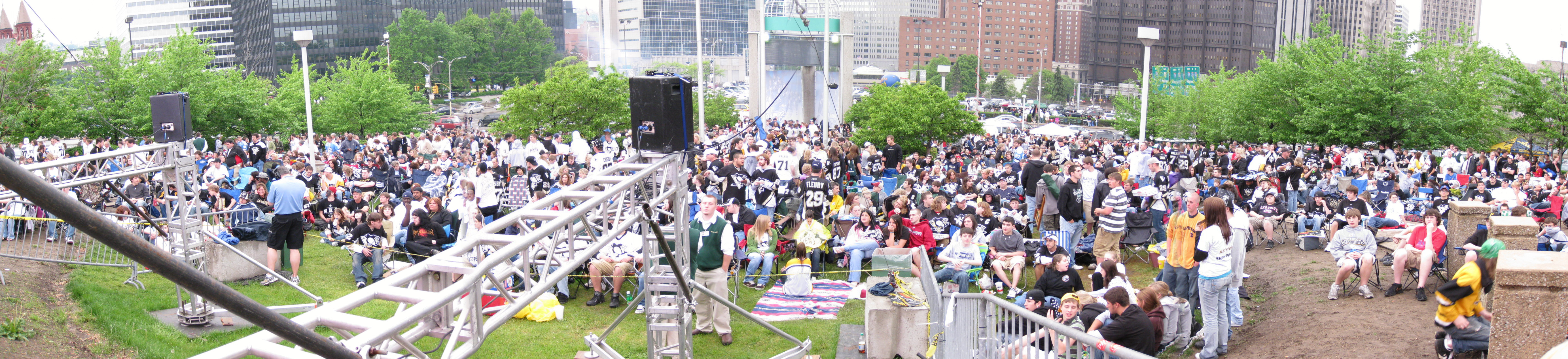
Les fans des Penguins à l'extérieur de la Mellon Arena.

### Déroulement des séries

#### Premier tour
Pour la deuxième année consécutive, les Penguins se qualifient pour les séries éliminatoires. Alors que la saison précédente, ils se qualifièrent en tant que deuxième équipe de la division et cinquième de l'Association, leur deuxième place d'Association de cette année leur permet d'avoir l'avantage de la glace pour les deux premiers matchs du premier tour ainsi que pour d'éventuels matchs 5 et 7 joués.
Comme l'année passée, les Penguins retrouvent en quart de finale les Sénateurs d'Ottawa, deuxièmes de la division Ouest mais septième équipe qualifiée pour les séries. L'équipe opposée aux Penguins est celle des Sénateurs d'Ottawa qui jouent leurs matchs dans la Place Banque Scotia et font partie de la Ligue nationale de hockey depuis 1992. Lors de la saison précédente, l'équipe des Sénateurs a atteint la finale de la Coupe Stanley après avoir éliminé les Penguins, les Devils puis les Sabres. Ils sont tout de même tombés en cinq matchs lors de la finale contre les Ducks d'Anaheim. Lors de la saison 2007-2008, les Sénateurs ont pu une nouvelle fois s'appuyer sur Wade Redden, Daniel Alfredsson, Dany Heatley ou encore Jason Spezza, ce dernier ayant fini la saison régulière avec 92 points. Au cours de la saison régulière, Penguins et Sénateurs se sont rencontrés à quatre reprises pour une seule victoire des Penguins.
Les Penguins prennent le dessus lors des quatre confrontations. Le premier match se solde par un blanchissage de Fleury dans les buts et une victoire 4-0 dont deux buts de Roberts qui fait son retour à la suite d'une blessure à la jambe. Deux jours plus tard, dans la Mellon Arena, les Penguins marquent trois buts avant de voir le premier but de la série des Sénateurs. Ottawa revient au score au milieu de la troisième période mais l'équipe canadienne est mise à terre par un but de Malone alors qu'il reste moins d'une minute de jeu puis un second but de ce même Malone quelques secondes plus tard alors que la cage de Martin Gerber a été désertée pour avoir un joueur de plus sur la glace.
Les deux équipes se retrouvent pour le troisième match de la série trois jours plus tard mais encore une fois la rencontre tourne à l'avantage des Penguins avec un score nul et vierge à l'issue du premier tiers puis l'ouverture du score pour les Sénateurs par Nick Foligno. Talbot lui répond quelques minutes plus tard et les joueurs des Penguins prennent alors l'avantage lors du dernier tiers par Crosby, Staal puis Hossa pour une victoire 4-1. Les Sénateurs étaient privés lors des deux premiers matchs de la série de leur attaquant vedette, Alfredsson, mais l'équipe est une nouvelle fois battue malgré son retour lors du troisième match.
Le 16 avril, la dernière confrontation a lieu entre les deux équipes et encore une fois le score de 0-0 est conservé tout le premier tiers. Malkine ouvre la marque en premier pour les Penguins, Cory Stillman lui répond quelques minutes plus tard et finalement Ruutu permet aux Penguins de mener 2-1 avant la fin du deuxième tiers. Crosby vient marquer le dernier but de la série dans le filet une nouvelle fois déserté par Gerber.
| 9 avril | Pittsburgh | 4-0 (2-0, 0-0, 2-0) | Ottawa | Mellon Arena 17 132 spectateurs |

| Feuille de match | Feuille de match | Feuille de match | Feuille de match | Feuille de match                                                    |
| ---------------- | --- | ---------------- | ---------------- | ------------------------------------------------------------------- |
|                  | Roberts (Laraque, Talbot) — 1 min 8 s Sýkora (Malkine) — 12 min 28 s Malkine (Whitney, Malone) — 53 min 58 s Roberts (Malkine, Hossa) — 58 min 25 s (SN) | 1-0 2-0 3-0 4-0  | -                | Arbitrage : Brad Watson et Wes McCauley Tim Nowak et Pierre Racicot |
| Fleury           | Gardiens | Gerber           |                  | Arbitrage : Brad Watson et Wes McCauley Tim Nowak et Pierre Racicot |
| 43 min           | Pénalités | 29 min           |                  | Arbitrage : Brad Watson et Wes McCauley Tim Nowak et Pierre Racicot |
| 35               | Tirs | 26               |                  | Arbitrage : Brad Watson et Wes McCauley Tim Nowak et Pierre Racicot |

| 11 avril | Pittsburgh | 5-3 (1-0, 2-2, 2-1) | Ottawa | Mellon Arena 17 132 spectateurs |

| Feuille de match | Feuille de match | Feuille de match                | Feuille de match | Feuille de match                                                      |
| ---------------- | --- | ------------------------------- | --- | --------------------------------------------------------------------- |
|                  | Gontchar (Malkine, Crosby) — 16 min 10 s (SN) Sýkora (Malkine, Crosby) — 25 min 22 s (SN) Sýkora (Malkine, Malone) — 30 min 52 s - Malone (Hossa, Crosby) — 58 min 58 s (SN) Malone (Hossa, Crosby) — 59 min 53 s | 1-0 2-0 3-0 3-1 3-2 3-3 4-3 5-3 | - Donovan (Neil, Commodore) — 31 min 25 s Stillman (Heatley, Meszároš) — 36 min 11 s (SN) Bass (Robitaille, Commodore) — 48 min 51 s - | Arbitrage : Dennis LaRue et Kevin Pollock Tim Nowak et Pierre Racicot |
| Fleury           | Gardiens | Gerber                          | | Arbitrage : Dennis LaRue et Kevin Pollock Tim Nowak et Pierre Racicot |
| 8 min            | Pénalités | 26 min                          | | Arbitrage : Dennis LaRue et Kevin Pollock Tim Nowak et Pierre Racicot |
| 54               | Tirs | 30                              | | Arbitrage : Dennis LaRue et Kevin Pollock Tim Nowak et Pierre Racicot |

| 14 avril | Ottawa | 1-4 (0-0, 1-1, 0-3) | Pittsburgh | Place Banque Scotia 19 961 spectateurs |

| Feuille de match | Feuille de match                 | Feuille de match    | Feuille de match | Feuille de match                                                    |
| ---------------- | -------------------------------- | ------------------- | --- | ------------------------------------------------------------------- |
|                  | Foligno (Spezza) — 21 min 11 s - | 1-0 1-1 1-2 1-3 1-4 | - Talbot (Hossa, Dupuis) — 25 min 39 s Crosby (Dupuis, Scuderi) — 40 min 12 s Staal (Kennedy, Ruutu) — 41 min 30 s Hossa (Malone, Crosby) — 48 min 55 s (SN) | Arbitrage : Paul Devorski et Mike Leggo Derek Amell et Dan Schachte |
| Gerber           | Gardiens                         | Fleury              | | Arbitrage : Paul Devorski et Mike Leggo Derek Amell et Dan Schachte |
|                  |                                  |                     | | Arbitrage : Paul Devorski et Mike Leggo Derek Amell et Dan Schachte |
|                  |                                  |                     | | Arbitrage : Paul Devorski et Mike Leggo Derek Amell et Dan Schachte |

| 16 avril | Ottawa | 1-3 (0-0, 1-2, 0-1) | Pittsburgh | Place Banque Scotia 19 954 spectateurs |

| Feuille de match | Feuille de match                                | Feuille de match | Feuille de match                                                                                   | Feuille de match                                                      |
| ---------------- | ----------------------------------------------- | ---------------- | -------------------------------------------------------------------------------------------------- | --------------------------------------------------------------------- |
|                  | - Stillman (Redden, Volchenkov) — 30 min 31 s - | 0-1 1-1 1-2 1-3  | Malkine (Crosby, Gontchar) — 21 min 40 s (SN) - Ruutu (Kennedy) — 55 min 28 s Crosby — 59 min 52 s | Arbitrage : Kerry Fraser et Dan Marouelli Derek Amell et Dan Schachte |
| Gerber           | Gardiens                                        | Fleury           | | Arbitrage : Kerry Fraser et Dan Marouelli Derek Amell et Dan Schachte |
| 10 min           | Pénalités                                       | 6 min            | | Arbitrage : Kerry Fraser et Dan Marouelli Derek Amell et Dan Schachte |
| 22               | Tirs                                            | 34               | | Arbitrage : Kerry Fraser et Dan Marouelli Derek Amell et Dan Schachte |

#### Deuxième tour – demi-finale d'association

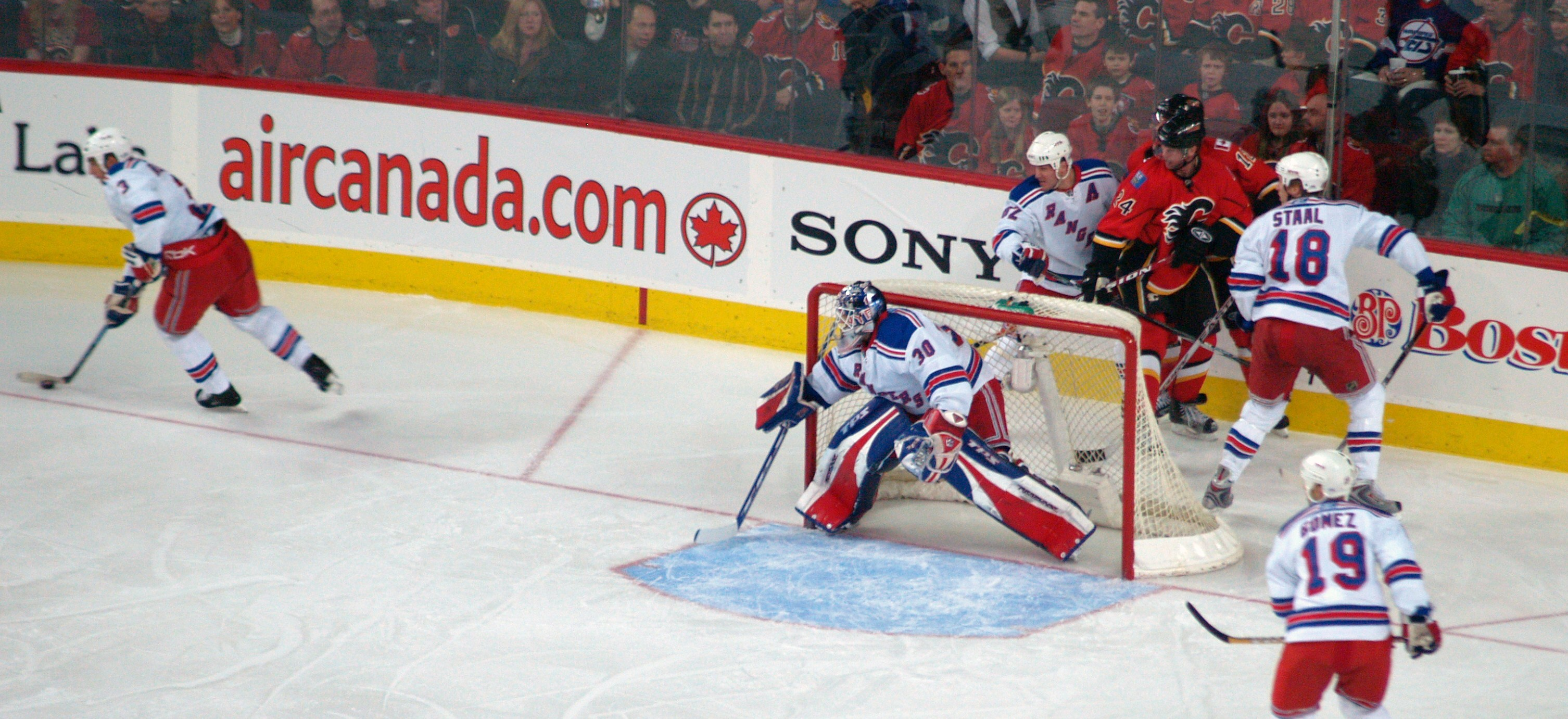
Les Rangers en action contre les Flames de Calgary lors de la saison régulière

Au deuxième tour, les Penguins retrouvent les Rangers de New York, troisième équipe qualifiée dans la division des Penguins. Les Rangers, évoluant dans le Madison Square Garden, ont éliminé au premier tour des séries les Devils du New Jersey en cinq matchs alors que ces mêmes Devils ont fini la saison régulière devant les Rangers. D'anciens joueurs des Penguins évoluent dans l'équipe 2007-2008 des Rangers :  c'est ainsi le cas du capitaine des Rangers double champion de la Coupe Stanley en 1990-1991 et 1991-1992, Jaromír Jágr mais également Martin Straka et Michal Rozsíval. Cette série voit également la rencontre des frères Staal : Jordan et Marc.
Pour le premier match, les Penguins se font malmener par les Rangers qui mènent par 3 buts à 0 au début du deuxième tiers-temps. L'ouverture du score vient pour les Rangers par un but de Straka aidé de Jágr et de Rozsíval. Malgré tout, les Penguins se reprennent au cours de la deuxième période. Ruutu inscrit un but au bout de 8 minutes et Dupuis double la mise 14 secondes plus tard. Les Penguins reviennent dans le match au début du troisième tiers avec des buts de Hossa puis de Sýkora avec 20 secondes de différences. Alors que les Penguins pensent avoir fait le plus dur, les Rangers inscrivent un quatrième but par Scott Gomez à la cinquantième minute de jeu. Malkine donne finalement la victoire à son équipe à moins de deux minutes de la fin du match. Il dévie un tir de Crosby pour inscrire le cinquième but de la soirée contre Henrik Lundqvist.
Au cours du deuxième match de la série, les Penguins battent les Rangers sur le score de 2 à 0 avec le premier but inscrit par Staal au cours du deuxième tiers et le second dans la dernière minute du match par Hall dans la cage désertée. De l'autre côté, dans les buts des Penguins, Fleury réalise son deuxième blanchissage des séries en réalisant 26 arrêts.
Le troisième match de la série entre les deux équipes se joue sur la patinoire des Rangers, alors que les Penguins n'ont pas réussi à s'imposer une seule fois au cours de la saison régulière au Madison Square Garden. Quelques heures avant le début du match, la Ligue nationale de hockey communique les noms des trois finalistes pour le trophée Hart du meilleur joueur de la saison, trophée remporté par Crosby la saison passée. Les nommés sont Aleksandr Ovetchkine des Capitals de Washington, l'ailier droit et capitaine des Flames de Calgary, Jarome Iginla et enfin Malkine. Au cours du troisième match, Malkine démontre une nouvelle fois ses qualités en inscrivant le troisième but de son équipe à la fin du premier tiers ; l'équipe mène alors 3 buts à 1. Ryan Callahan et Jágr permettent aux Rangers de revenir dans le match mais une nouvelle fois Malkine transforme une passe de Crosby en un but avant que Malone inscrive un cinquième but au cours de la dernière période.
Les Rangers réagissent lors du quatrième match de la série en s'imposant sur le score de 3-0 avec deux buts de Jágr et le dernier de Brandon Dubinsky. Lundqvist réalise 29 arrêts pour la victoire de son équipe. Un cinquième match est donc joué entre les deux formations et elles ne parviennent pas à se départager au cours du premier tiers-temps. Le premier but de la partie est inscrit lors de la deuxième période par Marian Hossa sur une combinaison avec Crosby et Malone. Quatre minutes plus tard, Malkine double la marque pour l'équipe locale. Les deux équipes retournent au vestiaire avec 27 tirs pour les Penguins et seulement 11 pour les Rangers. Ces derniers reviennent au score au cours du dernier tiers du temps réglementaire tout d'abord par Lauri Korpikoski. Ce jeune joueur inscrit un but pour sa première apparition dans la LNH. Le but de l'égalisation pour New York est inscrit par Nigel Dawes ; les deux buts des Rangers sont inscrits dans les trois premières minutes de la période. Les deux équipes doivent finalement jouer les prolongations et au cours de la première, au bout de 7 minutes de jeu, Dupuis et Crosby réalisent une série de passes entre eux pour entrer le palet dans la zone défensive des Rangers. Le palet finit dans la crosse de Hossa qui trompe Lundquist. Hossa inscrit son second but de la soirée, son dixième point des séries et offre la victoire et la qualification pour la finale d'association à son équipe.
| 25 avril | Pittsburgh | 5-4 (0-1, 2-2, 3-1) | New York | Mellon Arena 17 132 spectateurs |

| Feuille de match | Feuille de match | Feuille de match                    | Feuille de match | Feuille de match |
| ---------------- | --- | ----------------------------------- | --- | ---------------- |
|                  | - Ruutu (J. Staal, Orpik) — 28 min 13 s Dupuis (Crosby) — 28 min 27 s Hossa (Scuderi, Malone) — 44 min 40 s Sýkora (Malkine, Malone) — 45 min - Malkine (Crosby, Whitney) — 58 min 19 s (SN) | 0-1 0-2 0-3 1-3 2-3 3-3 4-3 4-4 5-4 | Straka (Jágr, Rozsíval) — 13 min 40 s (SN) Drury (M. Staal, Dawes) — 21 min 52 s Avery (M. Staal, Rozsíval) — 23 min 37 s - Gomez (Jágr, Rozsíval) — 50 min 4 s - |                  |
| Fleury           | Gardiens | Lundqvist                           | |                  |
| 6 min            | Pénalités | 20 min                              | |                  |
| 26               | Tirs | 24                                  | |                  |

| 27 avril | Pittsburgh | 2-0 (0-0, 1-0, 1-0) | New York | Mellon Arena 17 132 spectateurs |

| Feuille de match | Feuille de match                                                                 | Feuille de match | Feuille de match | Feuille de match |
| ---------------- | -------------------------------------------------------------------------------- | ---------------- | ---------------- | ---------------- |
|                  | J. Staal (Malkine, Whitney) — 33 min 55 s Hall (Scuderi, Gontchar) — 59 min 43 s | 1-0 2-0          | - -              |                  |
| Fleury           | Gardiens                                                                         | Lundqvist        |                  |                  |
| 14 min           | Pénalités                                                                        | 12 min           |                  |                  |
| 32               | Tirs                                                                             | 26               |                  |                  |

| 29 avril | New York | 3-5 (1-3, 2-1, 0-1) | Pittsburgh | Madison Square Garden 18 200 spectateurs |

| Feuille de match | Feuille de match                                                                                                | Feuille de match                | Feuille de match | Feuille de match |
| ---------------- | --- | ------------------------------- | --- | ---------------- |
|                  | - Straka (Jágr, Mara) — 14 min 32 s - Callahan (Gomez, Avery) — 32 min 7 s Jágr (Gomez, Straka) — 33 min 11 s - | 0-1 1-1 1-2 1-3 2-3 3-3 3-4 3-5 | Hossa (Dupuis, Crosby) — 1 min 2 s - Laraque (Malkine, Sýkora) — 16 min 17 s Malkine (Gontchar, Hossa) — 17 min 41 s - Malkine (Crosby, Gontchar) — 37 min 53 s (SN) Malone (Letang, Sýkora) — 42 min 30 s |                  |
| Lundqvist        | Gardiens | Fleury                          | |                  |
| 14 min           | Pénalités | 18 min                          | |                  |
| 39               | Tirs | 17                              | |                  |

| 1er mai | New York | 3-0 (0-0, 1-0, 2-0) | Pittsburgh | Madison Square Garden 18 200 spectateurs |

| Feuille de match | Feuille de match | Feuille de match | Feuille de match | Feuille de match |
| ---------------- | --- | ---------------- | ---------------- | ---------------- |
|                  | Jágr (Dubinsky, Tyutin) — 32 min 45 s Dubinsky (Straka, Jágr) — 40 min 44 s (SN) Jágr (Shanahan, Drury) — 59 min 46 s (SN + CV) | 1-0 2-0 3-0      | -                |                  |
| Lundqvist        | Gardiens | Fleury           |                  |                  |
| 20 min           | Pénalités | 38 min           |                  |                  |
| 34               | Tirs | 29               |                  |                  |

| 4 mai | Pittsburgh | 3-2 (pr) (0-0, 2-0, 0-2, 1-0) | New York | Mellon Arena 17 132 spectateurs |

| Feuille de match | Feuille de match | Feuille de match    | Feuille de match                                                                    | Feuille de match |
| ---------------- | --- | ------------------- | ----------------------------------------------------------------------------------- | ---------------- |
|                  | Hossa (Malone, Crosby) — 28 min 45 s (SN) Malkine (Letang, Whitney) — 32 min 40 s - Hossa (Crosby, Dupuis) — 67 min 10 s | 1-0 2-0 2-1 2-2 3-2 | - Korpikoski (Rozsíval, Drury) — 42 min 3 s Dawes (Gomez, Callahan) — 43 min 25 s - |                  |
| Fleury           | Gardiens | Lundqvist           |                                                                                     |                  |
| 8 min            | Pénalités | 14 min              |                                                                                     |                  |
| 40               | Tirs | 22                  |                                                                                     |                  |

#### Troisième tour – finale d'association
Les Penguins rencontrent pour la finale d'association, les Flyers de Philadelphie, rivaux des Penguins et quatrième équipe qualifiée de la division Atlantique. Les Flyers, autre équipe de la Pennsylvanie, jouent leurs matchs dans la patinoire du Wachovia Center et sont emmenés par Mike Richards, Daniel Brière ou encore Mike Knuble. Martin Biron est le gardien numéro un des Flyers au cours de la saison régulière et a permis à son équipe de battre tout d'abord les Capitals de Washington d'Aleksandr Ovetchkine en sept matchs puis les Canadiens de Montréal, meilleure équipe de l'association de l'Est au cours de la saison régulière.
Pour le premier match entre les deux équipes de Pennsylvanie, les Flyers sont diminués en défense par l'absence de  Kimmo Timonen blessé pour une durée indéterminée. Au cours du premier tiers du match, les défenses des deux équipes craquent. Le premier but est inscrit par Sýkora d'un revers à la suite d'une passe de Ryan Malone devant Biron. Les Flyers réagissent deux minutes plus tard par l'intermédiaire de leur assistant-capitaine, Richards, qui trompe Fleury une première fois en faisant le tour derrière ses buts. Ce même Richards double la mise pour les visiteurs quatre minutes plus tard à la suite d'un cafouillage de la défense dans l'enclave de Fleury. Les Penguins reviennent dans la partie quelques minutes plus tard quand Biron réalise un dégagement derrière son but directement dans la palette de Hossa qui sert Crosby seul face au but. Les Penguins inscrivent un troisième but juste avant la pause par Malkine qui réalise une frappe dans l'angle fermé par Biron. Le score final est de 4-2 pour les Penguins grâce à un dernier but en infériorité numérique inscrit par l'attaquant russe de l'équipe. Il réalise une première tentative contre Biron mais celui-ci l'arrête et renvoie le palet sur Malkine. Il n'a alors pas le temps d'armer sa frappe, Richards venant réaliser une mise en échec virile sur l'attaquant Russe. Alors que les Flyers repartent tous à l'attaque, Malkine a seulement le temps de sortir de la zone défensive des Flyers qu'il reçoit déjà le palet par son compatriote Gontchar qui l'a subtilisé. Malkine part en échappée, arrivé à quelques mètres de Biron, il réalise un lancer puissant ne laissant aucune chance au gardien adverse.
Le deuxième match se termine sur le même score de 4 buts à 2 avec l'ouverture du score venant en supériorité numérique par Crosby : alors que Knuble vient de prendre deux minutes de pénalité pour charge avec la crosse, le capitaine des Penguins remporte l'engagement, temporise et réussit à mettre le palet au fond du filet de Biron. Les Flyers reviennent au score une première fois par l'intermédiaire de Jeff Carter en supériorité numérique. Au cours du deuxième tiers-temps, Derian Hatcher reçoit deux minutes de pénalité qui ne dure finalement que 9 secondes : Hossa inscrit un but sur une passe de Malone. Néanmoins, juste avant la pose, Richards inscrit le but de l'égalisation à 2 partout en infériorité numérique en interceptant une passe à la ligne bleue de Gontchar. Les Penguins repassent devant lors du troisième tiers par l'intermédiaire de sa troisième ligne : Gary Roberts entraîne un défenseur des Flyers derrière les buts de Biron, laissant Maxime Talbot tout seul devant les buts. Le quatrième et dernier but de la soirée pour les Penguins est inscrit dans la dernière minute de jeu par Jordan Staal dans un but déserté par Biron.
Lors du troisième match, les Penguins s'imposent cette fois-ci par la marque de 4 buts à 1. Après une ouverture du score par Whitney lors d'un avantage numérique au bout de seulement 5 minutes de jeu, Hossa inscrit un deuxième but lors d'un exploit personnel en s'infiltrant au milieu de la défense des Flyers. Ces derniers n'abdiquent pas et reviennent au score juste après la fin d'une supériorité numérique en milieu de première période. La suite du match est plus calme et aucun but n'est marqué jusqu'à la troisième période, Fleury ne recevant même que trois tirs lors de la deuxième période. À dix minutes de la fin du match, Malone ajoute un troisième but pour les Penguins puis, profitant d'un filet désert, Hossa à nouveau, met fin aux espoirs des Flyers en clôturant la marque. À la suite de cette victoire, les Penguins deviennent la quatrième franchise de l'histoire de la LNH à remporter 11 de ses 12 premiers matchs en séries éliminatoires.
Comme au tour précédent, les Penguins s'inclinent lors du quatrième match lors d'une défaite 4-2. Lupul marque le premier but du match avant que Brière et Carter ne viennent donner une avance de 3-0 à la fin du premier tiers-temps. Aucun but n'est inscrit en deuxième période et malgré deux réalisations de Staal dans la troisième période, Lupul inscrit un quatrième but dans la dernière minute de jeu, Fleury étant sur le banc pour donner un attaquant supplémentaire pour les Penguins.
17 132 spectateurs sont présents dans la Mellon Arena le soir du 18 mai pour voir les Penguins remporter de la plus belle manière qu'il soit leur troisième Trophée Prince de Galles en tant que champion de l'Association. Ils s'imposent sur la marque de 6 buts à 0 dont deux buts du natif de Pittsburgh, Ryan Malone. Hossa marque également un but et trois passes décisives alors que dans les cages Fleury arrête les 21 tirs des Flyers. Le match peut basculer au début de la deuxième période quand Fleury réalise deux arrêts coup sur coup. Les autres buteurs des Penguins sont Malkine, reprenant un palet qui traîne derrière le but, Staal profitant d'un rebond laissé par Biron et enfin Dupuis déviant une frappe de Hossa au début du troisième tiers. Finalement, les Penguins remportent une nouvelle fois le match sur leur patinoire, le seizième match sans défaite devant leur public, la dernière défaite remontant au mois de février contre les Sharks de San José. Selon la tradition qui règne dans la LNH, Sidney Crosby pose à la fin du match à côté du trophée de champion de l'Association sans toucher ou porter le trophée.
| 9 mai | Pittsburgh | 4-2 (3-2, 1-0, 0-0) | Philadelphie | Mellon Arena 17 132 spectateurs |

| Feuille de match | Feuille de match | Feuille de match        | Feuille de match                                                                      | Feuille de match |
| ---------------- | --- | ----------------------- | ------------------------------------------------------------------------------------- | ---------------- |
|                  | Sýkora (Malone, Malkine) — 6 min 19 s - Crosby (Hossa) — 14 min 11 s Malkine (Whitney) — 19 min 53 s Malkine (Gontchar) — 24 min 50 s (IN) | 1-0 1-1 1-2 2-2 3-2 4-2 | - Richards (Umberger, Coburn) — 8 min 30 s Richards (Lupul, Umberger) — 12 min 50 s - |                  |
| Fleury           | Gardiens | Biron                   |                                                                                       |                  |
| 8 min            | Pénalités | 18 min                  |                                                                                       |                  |
| 21               | Tirs | 28                      |                                                                                       |                  |

| 11 mai | Pittsburgh | 4-2 (1-0, 1-2, 2-0) | Philadelphie | Mellon Arena 17 132 spectateurs |

| Feuille de match | Feuille de match | Feuille de match        | Feuille de match                                                    | Feuille de match |
| ---------------- | --- | ----------------------- | ------------------------------------------------------------------- | ---------------- |
|                  | Crosby (Gontchar) — 10 min 48 s (SN) - Hossa (Malone, Gontchar) — 33 min 43 s (SN) Talbot (Roberts, Laraque) — 48 min 51 s Staal (Crosby, Gontchar) — 59 min 31 s (CV) | 1-0 1-1 1-2 2-2 3-2 4-2 | - Carter (Lupul, Modrý) — 25 min 46 s Richards — 39 min 36 s (IN) - |                  |
| Fleury           | Gardiens | Biron                   |                                                                     |                  |
| 17 min           | Pénalités | 23 min                  |                                                                     |                  |
| 38               | Tirs | 32                      |                                                                     |                  |

| 13 mai | Philadelphie | 1-4 (1-2, 0-0, 0-2) | Pittsburgh | Wachovia Center 19 965 spectateurs |

| Feuille de match | Feuille de match                             | Feuille de match    | Feuille de match | Feuille de match |
| ---------------- | -------------------------------------------- | ------------------- | --- | ---------------- |
|                  | - Umberger (Prospal, Brière) — 10 min 59 s - | 0-1 0-2 1-2 1-3 1-4 | Whitney (Crosby, Gontchar) — 5 min 3 s (SN) Hossa (Crosby) — 7 min 41 s - Malone (Sýkora, Malkine) — 49 min 58 s Hossa (Gill) — 59 min 6 s (CV) |                  |
| Biron            | Gardiens                                     | Fleury              | |                  |
| 6 min            | Pénalités                                    | 6 min               | |                  |
| 18               | Tirs                                         | 25                  | |                  |

| 15 mai | Philadelphie | 4-2 (3-0, 0-0, 1-2) | Pittsburgh | Wachovia Center 19 972 spectateurs |

| Feuille de match | Feuille de match | Feuille de match        | Feuille de match                                                                | Feuille de match |
| ---------------- | --- | ----------------------- | ------------------------------------------------------------------------------- | ---------------- |
|                  | Lupul (Hartnell, Parent) — 8 min 27 s Brière (Jones, Hartnell) — 11 min 48 s (SN) Carter (Umberger, Modrý) — 18 min 50 s (SN) - Lupul (Hartnell) — 59 min 27 s (CV) | 1-0 2-0 3-0 3-1 3-2 4-2 | - Staal (Kennedy, Talbot) — 43 min 16 s Staal (Kennedy, Talbot) — 54 min 11 s - |                  |
| Biron            | Gardiens | Fleury                  |                                                                                 |                  |
| 23 min           | Pénalités | 35 min                  |                                                                                 |                  |
| 34               | Tirs | 38                      |                                                                                 |                  |

| 18 mai | Pittsburgh | 6-0 (2-0, 3-0, 1-0) | Philadelphie | Mellon Arena 17 132 spectateurs |

| Feuille de match | Feuille de match | Feuille de match        | Feuille de match | Feuille de match |
| ---------------- | --- | ----------------------- | ---------------- | ---------------- |
|                  | Malone (Crosby, Hossa) — 2 min 30 s (SN) Malkine (Malone) — 9 min 50 s Hossa (Crosby, Talbot) — 28 min 24 s Malone (Gontchar, Hossa) — 31 min 42 s (SN) Staal (Talbot, Hall) — 39 min 2 s Dupuis (Hossa, Orpik) — 44 min 3 s | 1-0 2-0 3-0 4-0 5-0 6-0 | -                |                  |
| Fleury           | Gardiens | Biron                   |                  |                  |
| 10 min           | Pénalités | 10 min                  |                  |                  |
| 25               | Tirs | 21                      |                  |                  |

#### Quatrième tour – finale de la Coupe Stanley

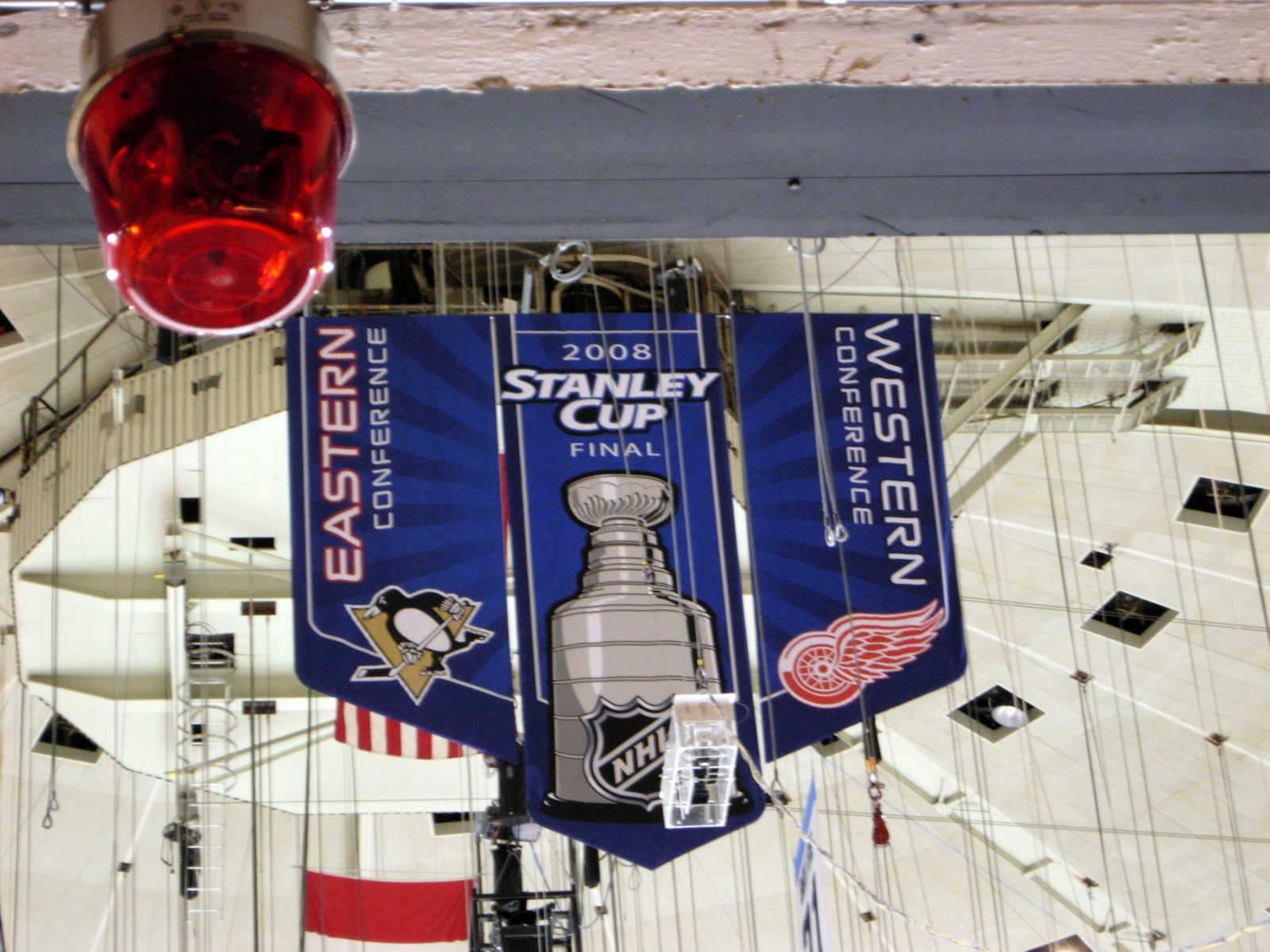
Bannière pour la finale de la Coupe Stanley dans le Mellon Arena.

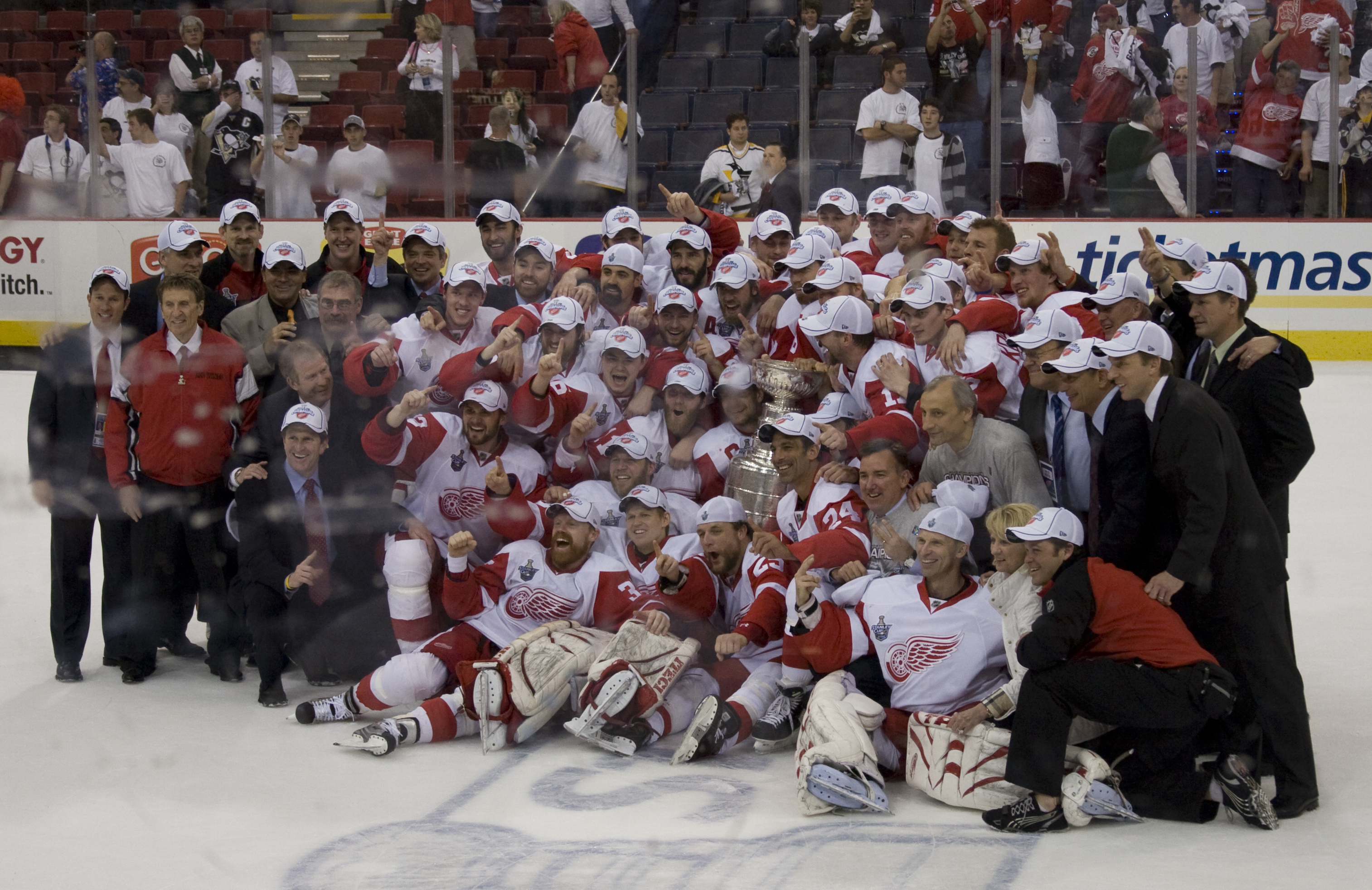
Les Red Wings de Détroit, champions 2008 de la Coupe Stanley.

Le soir de leur qualification pour la finale, les Penguins ne connaissaient pas encore l'équipe adverse : dans l'autre finale de Conférence, Red Wings de Détroit et Stars de Dallas jouent le sixième match de la série, le lendemain soir alors que Détroit mène 3 matchs à 2. C'est finalement les Red Wings qui se qualifient pour jouer contre Pittsburgh.
Les pensionnaires du Joe Louis Arena ont fini la saison avec la meilleure fiche de l'année, remportant le Trophée des présidents. L'équipe se base sur une défense expérimentée avec Chris Osgood et Dominik Hašek dans les buts ainsi que le capitaine et multiple vainqueur du trophée du meilleur défenseur de la LNH, le trophée James-Norris, Nicklas Lidström. L'attaque de l'équipe est également bien garnie avec Pavel Datsiouk et Henrik Zetterberg respectivement meilleurs passeur et buteur de l'équipe avec 97 points et 43 buts. Ces deux joueurs sont également importants pour la défense de leur équipe et ils sont à la fin de la saison régulière en lice pour remporter le trophée Frank-J.-Selke, trophée récompensant l'attaquant travaillant le plus pour la défensive de son équipe.
Les Red Wings ayant fini la saison à la première place du championnat, ils ont tout au long des séries l'avantage de la glace. Au cours des tours précédents, Détroit a éliminé les Predators de Nashville 4-2 puis l'Avalanche du Colorado 4-0 et enfin les Stars de Dallas 4-2. Ils reçoivent donc les Penguins pour les deux premiers matchs de la série sur leur glace et dès le premier match, les Penguins sont secoués par le jeu des Red Wings.
Les Penguins perdent en effet cette première confrontation sur le score de 4 buts à 0 dans un match serré dans le premier tiers. Très vite lors du deuxième tiers, les Red Wings prennent le dessus alors que les Penguins ne tirent qu'à 4 reprises sur Osgood. Un changement de ligne peu inspiré de Staal et Kennedy, mène au premier but des Red Wings par l'intermédiaire d'un ancien joueur des Penguins : Mikael Samuelsson. Samuelsson récupère le palet dans la zone neutre, rentre dans la zone défensive des Penguins et trompe Fleury en faisant le tour de ses buts. Le deuxième but du match vient également de Samuelsson qui, après avoir exercé un pressing haut sur Gill puis sur Malkine, récupère le palet juste devant Fleury et le trompe très rapidement. Daniel Cleary inscrit le troisième but de son équipe en infériorité numérique alors que Zetterberg vient inscrire le quatrième but de la soirée dans la dernière minute du match. 20 066 spectateurs assistent à la victoire des Red Wings dans leur patinoire alors que dans le même temps 13 589 fans des Penguins assistent au match diffusé dans le Mellon Arena. Chaque spectateur doit payer 5$ pour pouvoir entrer dans la patinoire et les bénéfices sont reversés à la Fondation Mario Lemieux.
Deux jours plus tard, les Penguins perdent une nouvelle fois sans parvenir à inscrire le moindre but à Chris Osgood. Avec 22 tirs reçus, le gardien des Red Wings n'est pas beaucoup sollicité par l'attaque des Penguins. À l'autre bout de la patinoire, Marc-André Fleury accorde trois buts par l'intermédiaire de Brad Stuart, Tomas Holmström puis Valtteri Filppula. Après ce deuxième match désastreux pour l'équipe, les dirigeants des Penguins décident de remplacer le jeune Kristopher Letang par Darryl Sydor qui a déjà participé à cinq finales de la Coupe Stanley.
Les joueurs de Pittsburgh vont réagir lors du premier match de la série sur leur glace en battant les Red Wings sur le score de 3 buts à 2 avec le premier but inscrit par Crosby à la fin du premier tiers : à la suite d'un pressing haut de sa part, les défenseurs des Red Wings ont du mal à se relancer et Hossa intercepte le palet. Il fait une passe à Crosby qui trompe Osgood à bout portant du revers de la crosse. Le deuxième but de l'équipe est inscrit au début du deuxième tiers-temps alors que Détroit a un joueur de moins sur la glace et c'est encore une fois Crosby qui trompe Osgood à la suite d'un rebond d'un lancer de Hossa. Les Red Wings reviennent dans la partie par Franzén qui dribble les quatre joueurs des Penguins sur la glace pour battre Fleury. Au milieu du troisième tiers, les Penguins marquent leur troisième but du match après un nouveau pressing haut réalisé tout d'abord par l'intermédiaire de Roberts sur Andreas Lilja puis par Talbot qui sort le palet de la zone le long de la bande. Il fait une passe à Hall qui arrivant à toute vitesse fait le tour d'Osgood en lui passant devant pour finalement inscrire le but en tirant dans le dos d'Osgood qui dévie le palet dans ses propres buts. Samuelsson inscrit le dernier but du match quelques minutes plus tard mais cela n'empêchera pas les Penguins de remporter leur première victoire de la série.
Le quatrième match de la série tourne à l'avantage des Red Wings, les Penguins perdant pour la première fois sur leur glace depuis février sur le score de 2 buts à 1. Le match commence pourtant bien pour les joueurs locaux avec l'ouverture du score par Hossa qui reprend un tir de Gontchar pour faire semblant de faire le tour du but par derrière avant de marquer le but au premier poteau d'Osgood dès les premières minutes du match. Comme bien souvent, le capitaine de Déroit, Lidström, remet son équipe dans la course en effectuant un lancer d'une grande force depuis la ligne bleue quelque cinq minutes plus tard en supériorité numérique. Finalement, le but de la victoire pour les Red Wings est inscrit du revers par Hudler au début du troisième tiers.
Les Penguins et les Red Wings retournent donc à Détroit pour un cinquième match pouvant donner la victoire aux Red Wings sur leur glace devant le public. Le premier but du match est inscrit par Hossa servi par Crosby à la moitié de la première période puis les Penguins prennent le large par Hall qui inscrit son troisième but des séries. Par la suite, les Red Wings reviennent au score et prennent même l'avantage en inscrivant trois buts. Il reste moins de deux minutes de jeu et les Penguins sont toujours menés quand Therrien décide de faire sortir Fleury pour mettre un attaquant de plus pour son équipe. Talbot rentre sur la glace et les Red Wings ratent une occasion de marquer un but dans les cages désertées des Penguins. Ce même Talbot inscrit le but de l'espoir pour les Penguins à 35 secondes de la fin du temps réglementaire. Trois périodes de prolongation sont nécessaires pour voir Sýkora réaliser ce qu'il avait annoncé à ses coéquipiers au cours du match : inscrire le but de la victoire. À la suite d'une pénalité de Hudler, les Penguins s'installent dans la zone défensive de leur adversaire et commencent à faire tourner le palet. Une première frappe de Sýkora passe à côté des buts mais le palet est récupéré par Malkine qui repasse à Sýkora, lancé vers les buts et qui inscrit le but de la victoire à la 110e minute du jeu.
La Coupe Stanley revient finalement aux Red Wings à la suite du sixième match de la série, match disputé sur la glace des Penguins. Rafalski et Filppula inscrivent les deux premiers buts pour Détroit alors que Malkine répond pour Pittsburgh. Détroit reprend le large par l’intermédiaire de Zetterberg. Le match se joue dans la dernière minute du match, les Penguins étant revenu au cours de la 18e minute de la période pour ramener le score à 3 buts à 2 par un but de Hossa. Il manque l'occasion d'égaliser à la dernière seconde de jeu, avec un palet passant le long de la ligne de but sans la franchir et ce juste après la sonnerie de fin de match offrant la onzième Coupe Stanley à Détroit de son histoire.
| 24 mai | Détroit | 4-0 (0-0, 1-0, 3-0) | Pittsburgh | Joe Louis Arena 20 066 spectateurs |

| Feuille de match | Feuille de match | Feuille de match  | Feuille de match | Feuille de match |
| ---------------- | --- | ----------------- | ---------------- | ---------------- |
|                  | Samuelsson – 33 min 1 s Samuelsson – 42 min 16 s Cleary (Stuart) – 57 min 58 s (IN) Zetterberg (Holmström - Lidström) – 59 min 47 s (SN) | 1-0 2-0 3-0 4-0   | -                |                  |
| Chris Osgood     | Gardiens | Marc-André Fleury |                  |                  |
|                  | |                   |                  |                  |
|                  | |                   |                  |                  |

| 26 mai | Détroit | 3-0 (2-0, 0-0, 1-0) | Pittsburgh | Joe Louis Arena 20 066 spectateurs |

| Feuille de match | Feuille de match                                                                                              | Feuille de match  | Feuille de match | Feuille de match |
| ---------------- | --- | ----------------- | ---------------- | ---------------- |
|                  | Stuart (Filppula) – 6 min 55 s Holmström (Zetterberg) – 11 min 18 s Filppula (Franzén - Stuart) – 48 min 48 s | 1-0 2-0 3-0       | -                |                  |
| Chris Osgood     | Gardiens | Marc-André Fleury |                  |                  |
|                  | |                   |                  |                  |
|                  | |                   |                  |                  |

| 28 mai | Pittsburgh | 3-2 (1-0, 1-1, 1-1) | Détroit | Mellon Arena 17 132 spectateurs |

| Feuille de match  | Feuille de match                                                                                                  | Feuille de match    | Feuille de match                                                                                  | Feuille de match |
| ----------------- | --- | ------------------- | ------------------------------------------------------------------------------------------------- | ---------------- |
|                   | Crosby (Hossa) – 17 min 25 s Crosby (Hossa - Malone) – 22 min 34 s (SN) - Hall (Talbot - Roberts) – 47 min 17 s - | 1-0 2-0 2-1 3-1 3-2 | - 34 min 48 s (SN) – Franzén (Lidström - Kronwall) - 53 min 37 s – Samuelsson (Stuart - Filppula) |                  |
| Marc-André Fleury | Gardiens | Chris Osgood        |                                                                                                   |                  |
|                   | |                     |                                                                                                   |                  |
|                   | |                     |                                                                                                   |                  |

| 31 mai | Pittsburgh | 1-2 (1-1, 0-0, 0-1) | Détroit | Mellon Arena 17 132 spectateurs |

| Feuille de match  | Feuille de match                              | Feuille de match | Feuille de match                                                                  | Feuille de match |
| ----------------- | --------------------------------------------- | ---------------- | --------------------------------------------------------------------------------- | ---------------- |
|                   | Hossa (Gontchar - Crosby) – 2 min 51 s (SN) - | 1-0 1-1 1-2      | - 7 min 6 s – Lidström (Rafalski - Datsiouk) 43 min 26 s – Hudler (Helm - Stuart) |                  |
| Marc-André Fleury | Gardiens                                      | Chris Osgood     |                                                                                   |                  |
|                   |                                               |                  |                                                                                   |                  |
|                   |                                               |                  |                                                                                   |                  |

| 2 juin | Détroit | 3-4 (0-2, 1-0, 2-1, 0-0, 0-0, 0-1) | Pittsburgh | Joe Louis Arena 20 066 spectateurs |

| Feuille de match | Feuille de match | Feuille de match            | Feuille de match | Feuille de match |
| ---------------- | --- | --------------------------- | --- | ---------------- |
|                  | - Helm (Maltby) – 22 min 54 s Datsiouk (Zetterberg - Rafalski) – 46 min 43 s (SN) Rafalski (Franzén - Zetterberg) – 49 min 23 s - | 0-1 0-2 1-2 2-2 3-2 3-3 3-4 | 8 min 37 s – Hossa (Crosby - Dupuis) 14 min 41 s – Hall - 59 min 25 s – Talbot (Hossa - Crosby) 109 min 57 s (SN) – Sýkora (Malkine - Gontchar) |                  |
| Chris Osgood     | Gardiens | Marc-André Fleury           | |                  |
|                  | |                             | |                  |
|                  | |                             | |                  |

| 4 juin | Pittsburgh | 2-3 (0-1, 1-1, 1-1) | Détroit | Mellon Arena 17 132 spectateurs |

| Feuille de match  | Feuille de match                                                                              | Feuille de match    | Feuille de match | Feuille de match |
| ----------------- | --------------------------------------------------------------------------------------------- | ------------------- | --- | ---------------- |
|                   | - Malkine (Crosby - Hossa) – 35 min 26 s (SN) - Hossa (Gontchar - Malkine) – 58 min 33 s (SN) | 0-1 0-2 1-2 1-3 2-3 | 5 min 3 s (SN) – Rafalski (Zetterberg - Datsiouk) 28 min 27 s – Filppula (Samuelsson - Kronwall) - 47 min 36 s – Zetterberg (Datsiouk - Kronwall) - |                  |
| Marc-André Fleury | Gardiens                                                                                      | Chris Osgood        | |                  |
|                   |                                                                                               |                     | |                  |
|                   |                                                                                               |                     | |                  |

### Statistiques des joueurs
| Joueur      | PJ | B  | A   | Pts | Pun |
| ----------- | -- | -- | --- | --- | --- |
| S. Crosby   | 20 | 6  | 21  | 27  | 12  |
| M. Hossa    | 20 | 12 | 14  | 26  | 12  |
| E. Malkine  | 20 | 10 | 12  | 22  | 24  |
| R. Malone   | 20 | 6  | 10  | 16  | 25  |
| S. Gontchar | 20 | 1  | 13  | 14  | 8   |
| M. Talbot   | 17 | 3  | 6   | 9   | 36  |
| P. Sýkora   | 20 | 6  | 3   | 9   | 16  |
| J. Staal    | 20 | 6  | 1   | 7   | 14  |
| P. Dupuis   | 20 | 2  | 5   | 7   | 18  |
| R. Whitney  | 20 | 1  | 5   | 6   | 25  |
| G. Roberts  | 11 | 2  | 2   | 4   | 30  |
| A. Hall     | 17 | 3  | 1   | 4   | 8   |
| T. Kennedy  | 20 | 0  | 4   | 4   | 11  |
| J. Ruutu    | 20 | 2  | 1   | 3   | 26  |
| G. Laraque  | 15 | 1  | 2   | 3   | 4   |
| R. Scuderi  | 17 | 0  | 3   | 3   | 2   |
| K. Letang   | 16 | 0  | 2   | 2   | 12  |
| B. Orpik    | 20 | 0  | 2   | 2   | 18  |
| H. Gill     | 20 | 0  | 1   | 1   | 12  |
| D. Sydor    | 4  | 0  | 0   | 0   | 2   |
| Totaux      |    | 61 | 108 | 205 | 315 |

## Bilan de la saison

### Les Penguins et leurs fans
Au total, les Penguins de Pittsburgh jouent 52 matchs dans leur patinoire au cours de la saison régulière et des playoffs. Avec un total de 888 653 spectateurs, les Penguins battent le record d'assistance de la franchise avec une moyenne de remplissage de 17 089 spectateurs. Tous les matchs de la saison et des playoffs sont joués à guichets fermés, première fois de l'histoire de la franchise que cela arrive et continuant la lancée de la saison pour porter le total à 67 matchs consécutifs à guichets fermés,.
Au cours des playoffs, les habitants de Pittsburgh se sont massés de plus en plus nombreux derrière leur équipe avec notamment une foule de plus en plus grande pour suivre les matchs à l'extérieur de la patinoire. Au cours de la finale de la Coupe Stanley, les fans ont été invités pour 5 $ à voir le match dans la patinoire, ce qui a permis de lever plus de 85 000$ pour le compte de la Fondation Mario Lemieux. Les Penguins reçoivent également au cours des séries le support des joueurs et dirigeants des autres franchises de sport majeur américain : les Steelers de la National Football League et les Pirates de la Ligue majeure de baseball.

### Joueurs récompensés
Sidney Crosby est le premier joueur des Penguins récompensé : il reçoit le trophée Lou-Marsh du meilleur athlète canadien pour l'année 2007. Il est le premier Penguins récompensé depuis Mario Lemieux. Il est également par la suite sélectionné pour le 56e Match des étoiles en compagnie de Gontchar et des jeunes Letang et Kennedy pour le match junior. Finalement, Crosby ne participe pas au match et est remplacé par Malkine.
Le 29 avril, la LNH annonce les noms des trois joueurs finalistes pour chaque trophée et Malkine est mis en avant en étant sur la liste pour les trophées Hart et Lester B. Pearson. Ces trophées récompensent tous les deux le meilleur joueur de la saison, le premier selon la presse et le second selon les autres joueurs de la LNH via le vote de l'Association des joueurs de la Ligue nationale de hockey. Pour les deux trophées, Aleksandr Ovetchkine et Jarome Iginla sont les autres joueurs pressentis. Finalement le 12 juin, les trophées sont remis aux joueurs et entraîneurs et Ovetchkine en remporte quatre à lui tout seul dont les trophées de meilleur joueur. Malkine a tout de même l'honneur d'être sélectionné aux côtés d'Ovetchkine et d'Iginla dans l'équipe type de la saison. En compagnie de Ievgueni Nabokov, Nicklas Lidström et Dion Phaneuf, il est le seul Penguin récompensé sur l'année par un honneur de la LNH.